# Ярославль
Яросла́вль — город в России, административный центр Ярославской области. Население 563 717 чел. (2025). Третий по численности населения город Центрального федерального округа Российской Федерации. Город является транспортным узлом, из которого расходятся железнодорожные линии и автодороги в направлении Москвы, Вологды, Рыбинска, Костромы, Иваново и Кирова. В Ярославле также действуют речной порт и аэропорт. Площадь города составляет 205 км².
Ярославль — один из старейших русских городов, основанный в XI веке и достигший своего расцвета в XVII веке; в 2010 году город отметил своё тысячелетие. День города в Ярославле обычно отмечается в последнюю субботу мая (в 2010 году в связи с тысячелетием города празднование проводилось с 10 по 12 сентября). Исторический центр города, расположенный у слияния рек Волги и Которосли, является объектом Всемирного наследия ЮНЕСКО. 
В административном отношении Ярославль — центр не только области, но и Ярославского района, в который не входит. Обладает статусом города областного значения и образует городской округ город Ярославль c единственным населённым пунктом в его составе.
Указом Президента Российской Федерации от 2 июля 2020 городу присвоено звание «Город трудовой доблести». Один из крупнейших городов в европейской части России. Имеет статус города «Золотого кольца», известного туристического маршрута по древним городам Владимирского княжества.

## Физико-географическая характеристика

### Географическое положение
Ярославль расположен в центральной части Восточно-Европейской равнины, точнее, на Ярославско-Костромской низине, на обоих берегах Волги при впадении в неё реки Которосли, в 282 километрах к северо-востоку от столицы России города Москвы. Город занимает площадь в 205,37 км². Средняя высота центра города: 100 м над уровнем моря.

### Часовой пояс
Ярославль находится в часовой зоне МСК (московское время). Смещение применяемого времени относительно UTC составляет +3:00. В соответствии с применяемым временем и географической долготой средний солнечный полдень в Ярославле наступает в 12:21.

### Гидрология
Главными реками Ярославля являются Волга (Горьковское водохранилище) и её правый приток Которосль, уровень которых поднят подпором Нижегородской ГЭС. В них впадает несколько речек и ручьёв, наиболее значительная из них, река Нора. В русле Которосли, ближе к устью, лежит несколько островов; на одном из них, Даманском, находится парк культуры и отдыха. Правый берег Волги высокий, обрывистый, левый —низменный. Среднегодовой расход воды Волги у Ярославля составляет 1110 м³/с, среднее многолетнее значение уровня Горьковского водохранилища у Ярославля 84,28 м.

### Климат
Город находится в зоне умеренно континентального климата, велико смягчающее влияние воздушных масс с Атлантики. Сумма температур вегетационного периода (выше +10 °C) — 1892 °C. Число дней с температурой ниже нуля — 150 дней. Годовое количество осадков — 634 мм. Сумма осадков холодного периода — 239 мм. Сумма осадков тёплого периода — 395 мм.
Зима в Ярославле умеренно холодная, умеренно снежная, продолжается около 4.5 месяцев. Средняя температура января −10 °C, в отдельные зимы морозы могут достигать −46 °C; но случаются и оттепели, так, в 1932 году в январе отмечалась самая продолжительная оттепель за весь период наблюдений (17 дней). Высота снежного покрова — 35—50 см, в отдельные зимы она достигает 70 см, но иногда едва превышает 20 см. Снежный покров устанавливается во второй половине ноября и сохраняется в течение 140 дней. Преобладают ветры южных и западных направлений. Средняя скорость ветра — 4,2 м/с, сильные ветры, более 8 м/с, и метели наблюдаются в основном в декабре — январе, до 8—10 дней.

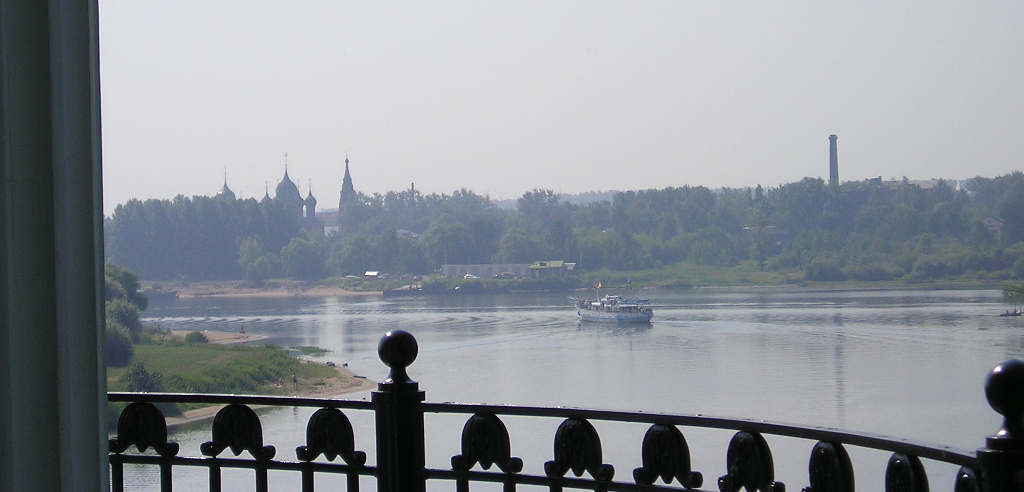
В старину река Которосль была знаменита своими разливами

Весна характеризуется небольшими осадками. Средняя температура апреля в Ярославле около +6 °C. Сход снежного покрова происходит в первой половине апреля. Осадки в апреле невелики — 52 мм, их увеличение начинается с мая, когда выпадает более 60 мм осадков. В мае отмечается наименьшая в году относительная влажность — около 70 %.
Лето умеренно тёплое, влажное, с наибольшим количеством осадков в году — до 60-70 мм в месяц. Среднемесячная температура июля +20 °C, в отдельные жаркие дни температура переваливает за отметку +30 °С; абсолютный максимум достигает +37,5 °C. В июле выпадает наибольшее количество осадков в году — более 60 мм в месяц. Дожди преимущественно ливневые, часто с грозами (в июне — июле до 6—8 дней с грозой). Преобладают ветры западных и северных направлений. Средняя скорость 2,5—3,5 м/с.
Осень характеризуется резким увеличением пасмурного неба — до 18 дней в месяц и возрастанием относительной влажности до 85 %. Средняя температура октября в Ярославле +4…+5 °C. Количество осадков уменьшается, но характер их меняется — идут обложные дожди и возникают туманы.
| Показатель                                         | Янв. | Фев.  | Март | Апр.  | Май  | Июнь | Июль | Авг. | Сен. | Окт.  | Нояб. | Дек. | Год  |
| -------------------------------------------------- | ---- | ----- | ---- | ----- | ---- | ---- | ---- | ---- | ---- | ----- | ----- | ---- | ---- |
| Абсолютный максимум, °C                            | 7    | 8     | 17,3 | 27,6  | 33,6 | 34   | 38   | 37,3 | 30   | 24,7  | 14,2  | 10   | 38   |
| Средний суточный максимум, °C                      | −3   | −2    | 1    | 15    | 19   | 22   | 25   | 24   | 16   | 10    | 2     | −2   | 10,6 |
| Средняя температура, °C                            | −9,4 | −6,5  | −2,1 | 6,1   | 14,3 | 17,5 | 20,4 | 17,8 | 11,7 | 4,5   | −1,2  | −4,9 | 5,7  |
| Средний суточный минимум, °C                       | −14  | −10   | −5   | −1    | 9    | 13   | 17   | 11   | 6    | 1     | −7    | −8   | 1    |
| Абсолютный минимум, °C                             | −46  | −37,5 | −28  | −22,3 | −4   | 1    | 4    | 0,2  | −5,6 | −17,8 | −25,7 | −42  | −46  |
| Норма осадков, мм                                  | 40   | 39    | 49   | 52    | 64   | 54   | 65   | 52   | 51   | 57    | 57    | 55   | 635  |
| Источник: Yarland.ru, Climate-data.org, Метеоинфо, |      |       |      |       |      |      |      |      |      |       |       |      |      |

### Флора и фауна
Ежегодная перепись соловьёв, прошедшая в середине лета 2010 года, показала, что на территории города свили гнёзда более 900 пар этих птиц.

## Экология и охрана природы

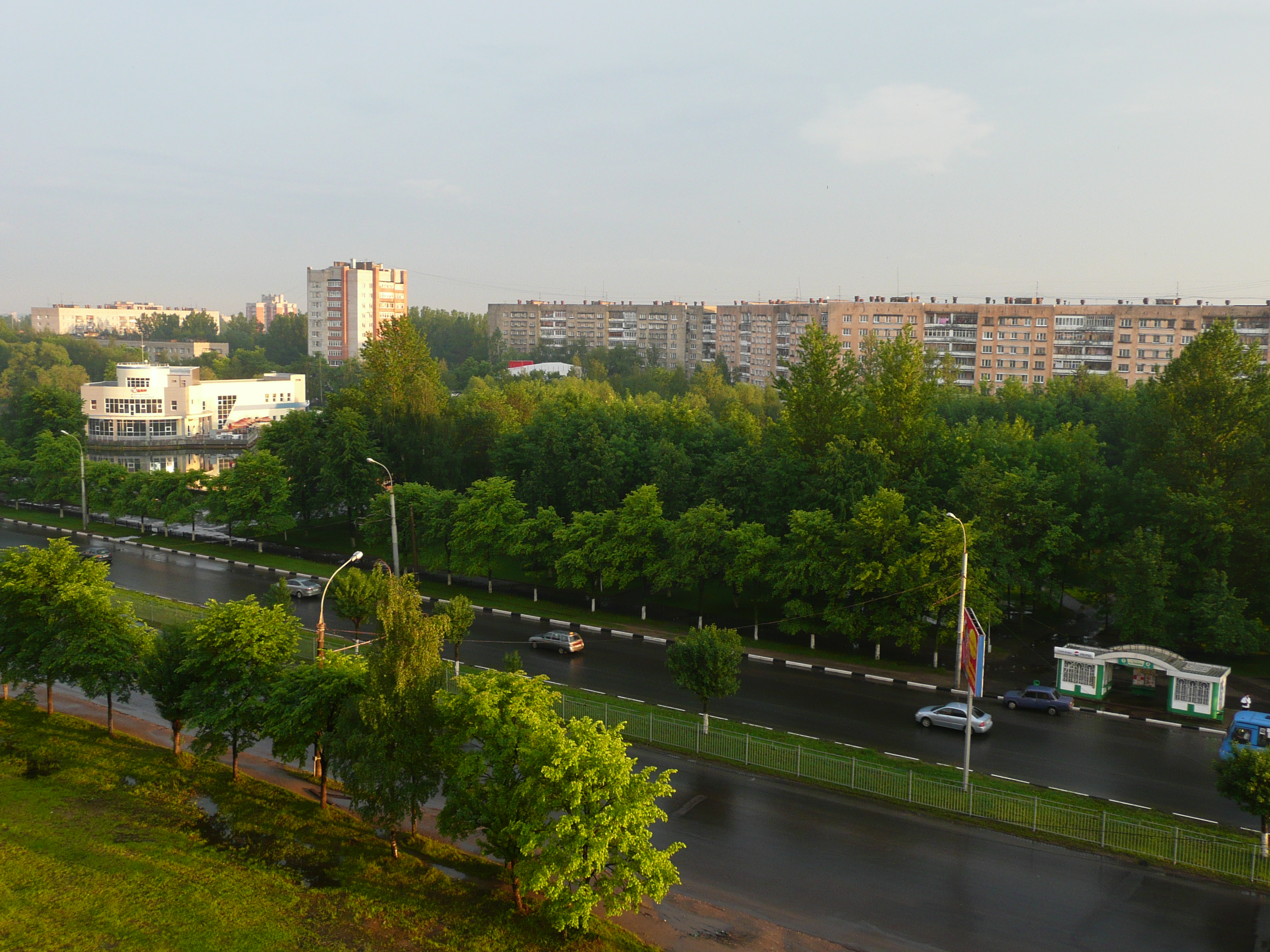
Парк в Северном жилом районе

Ярославль, являясь крупным промышленным и транспортным центром, характеризуется высокой техногенной нагрузкой на окружающую среду. Важнейшими антропогенными факторами, обуславливающими данную нагрузку, являются в первую очередь загрязнение атмосферного воздуха, а также поверхностных водных объектов и территории (почв). На 2010 год на учёте в комитете природопользования и охраны окружающей среды мэрии города состоит свыше 1,5 тыс. организаций, имеющих источники загрязнения окружающей среды, и более 14 тысяч юридических лиц и индивидуальных предпринимателей, в процессе деятельности которых образуются различные отходы.
Наблюдения за уровнем загрязнений в атмосфере города ведутся на пяти стационарных пунктах. Нередко превышается предельно допустимая концентрация бензпирена, высока концентрация диоксида азота. Среди основных загрязнителей атмосферного воздуха — автомобильный транспорт, а также нефтеперерабатывающее предприятие «Ярославнефтеоргсинтез», завод технического углерода, шинный завод. Территориями с самым загрязнённым воздухом в Ярославле экологи называют Красную площадь и проспект Толбухина. Качество воды в Волге невысоко. По данным ГУ «Ярославский областной центр по гидрометеорологии и мониторингу окружающей среды», фактическое содержание фенолов и нефтепродуктов в воде в 2008 году превышало нормы среднегодовой концентрации.
На территории города находится целый ряд особо охраняемых природных территорий: памятники природы — сосновые боры за Волгой (Яковлевский бор, Ляпинский бор, Воздвиженский бор, Тверицкий парк, Смоленский бор), древний кедровник Толгского монастыря, Крестовский карьер, парк  в пойме Которосли, парк в посёлке Нефтестрой, Демидовский сад, Бутусовский парк, Скобыкинский парк, Павловский парк, липовая роща в посёлке Норское, охраняемые природно-исторические ландшафты Петропавловский парк и Верхний остров на реке Волге.

## Символика

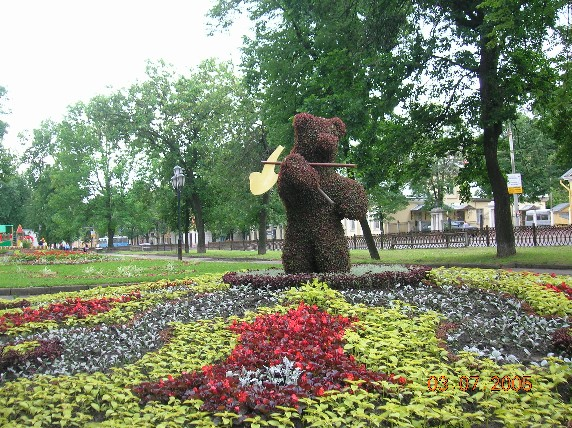
Топиар в виде геральдического медведя

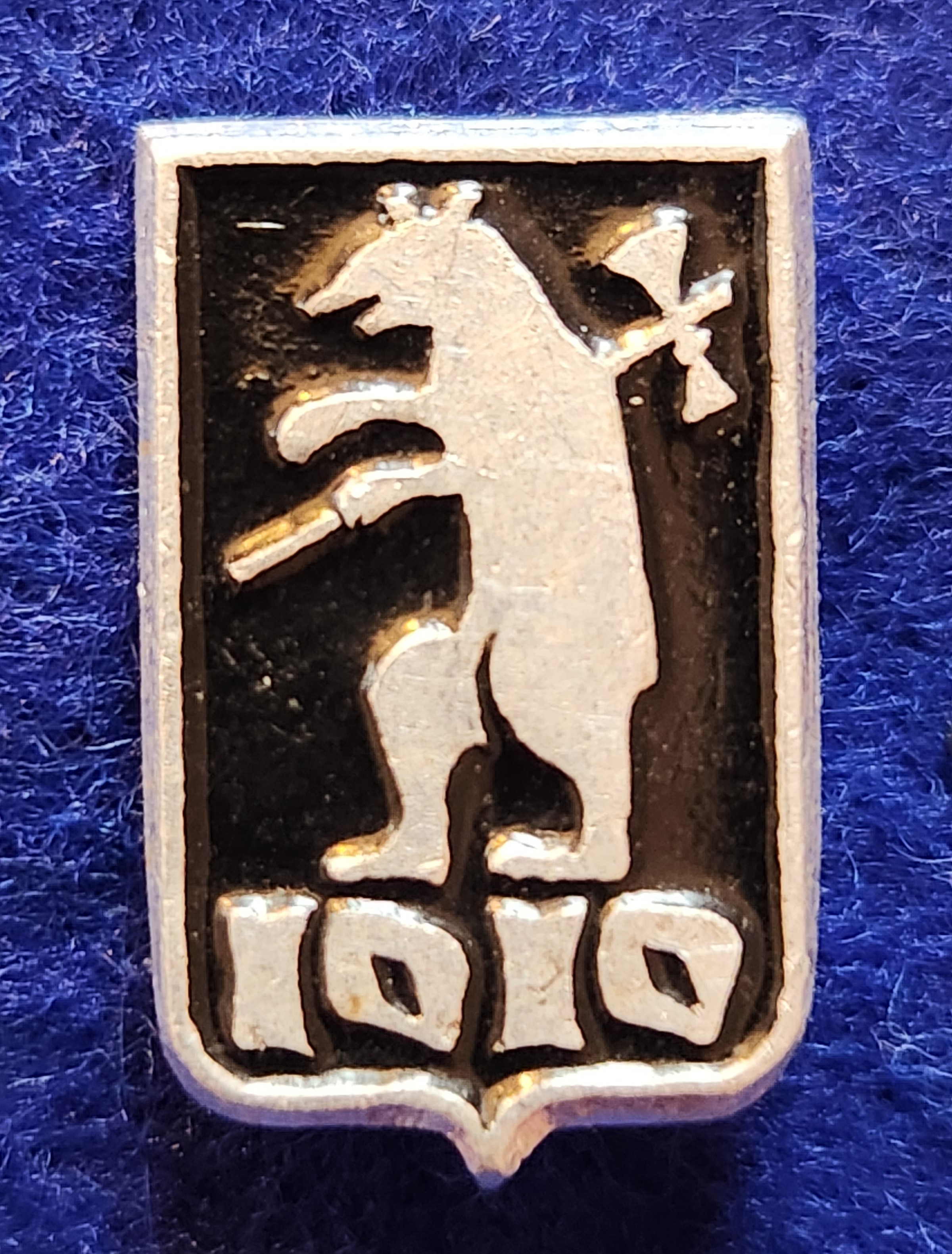
Значок герб с датой основания Ярославля 1010 и изображением символа города геральдический медведь с секирой

Современный герб города утверждён муниципалитетом Ярославля 23 августа 1995 года. При этом за основу был принят исторический герб образца 1778 года с дополнением — шапкой Мономаха, венчающей геральдический щит (её изображение символизирует тот факт, что Ярославль был одним из мест пребывания царствующих великих князей). На гербе Ярославля в серебряном щите изображён стоящий на задних лапах медведь (символ предусмотрительности и силы), который держит в левой лапе золотую секиру на такой же рукоятке, щит увенчан шапкой Мономаха.
Флаг города утверждён 22 мая 1996 года и представляет собой изображение его герба на синем фоне.

## История
Древнейшее поселение на территории города обнаружено на левом берегу Волги напротив Стрелки (мыса при слиянии Волги и Которосли) и относится к V—III тысячелетию до н. э. (неолит). Медведицкое городище дьяковской культуры в бывшем устье Медведицы датируется I тысячелетием до нашей эры. В IX веке (во времена гипотетического т. н. «Русского каганата») под Ярославлем сформировалось крупное скандинавско-славянское поселение, известное по комплексу могильных курганов в Тимерёве. При раскопках были обнаружены скандинавское оружие, рунические надписи, шахматные фигурки и крупнейшие на севере Европы клады арабских монет (древнейшие были отчеканены первым из Идрисидов). Из Тимерёва происходит четвёртая часть найденных на Руси скандинавских фибул. По всей видимости, этот «прото-Ярославль» служил крупным центром на Волжском торговом пути. Его отношение к позднейшему Ярославлю (в то время мерянскому поселению Медвежий Угол) можно сравнить с соотношением Гнёздова и Смоленска, Рюрикова городища и Новгорода, Сарского городища и Ростова. Вскоре после основания Ярославля это поселение пришло в упадок, вероятно, в связи с прекращением функционирования Волжского торгового пути. Выше по течению Волги, сразу за границами современного города, археологами изучен крупный Михайловский некрополь с преобладанием рядовых захоронений финно-угорского типа.

### Основание города

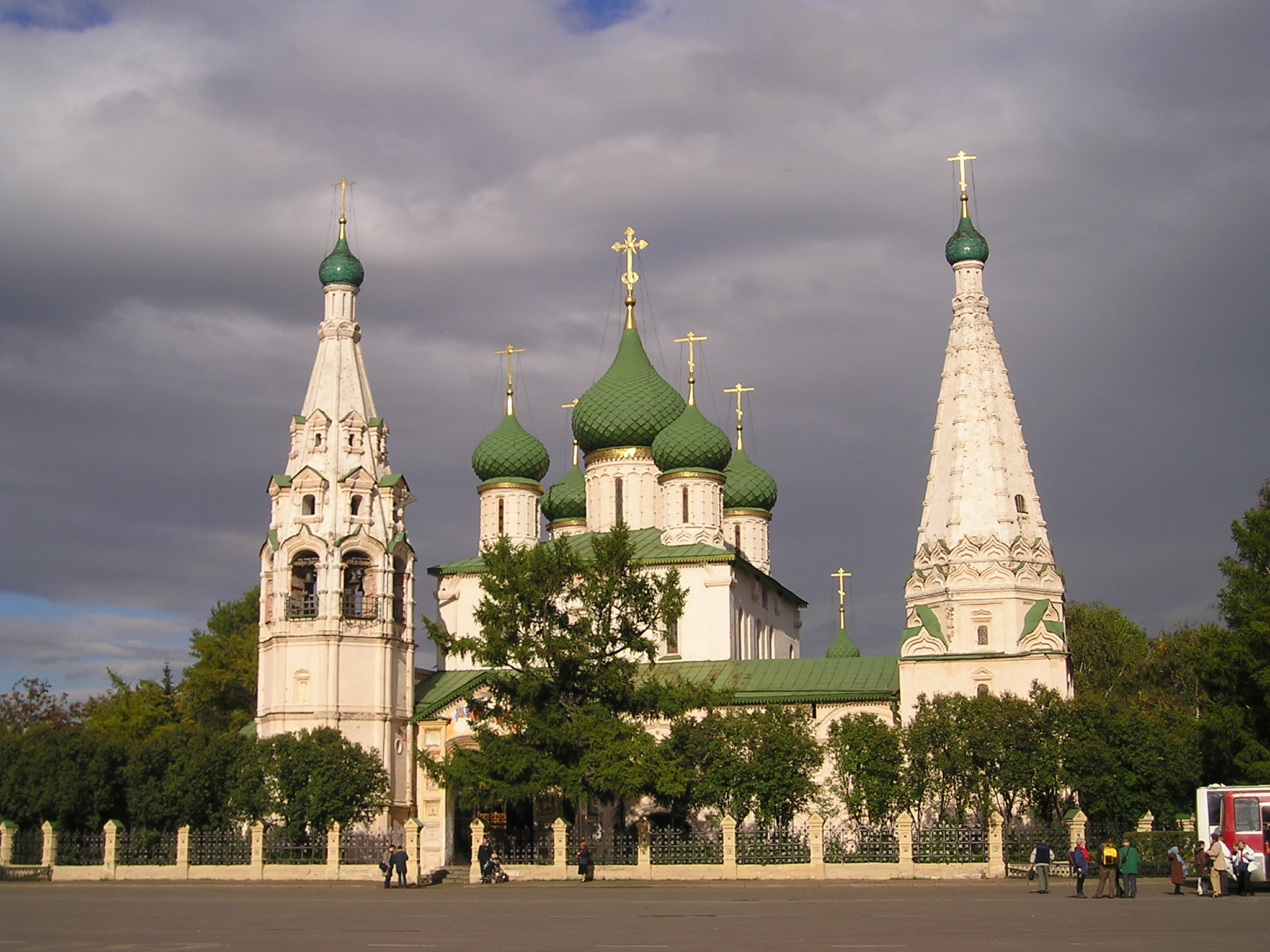
По преданию, Ярослав Мудрый заложил город в Ильин день. Первая церковь города носила имя Ильи Пророка. Нынешняя церковь Ильи Пророка стоит к северу от древней, Ильинско-Тихоновской

Если судить по дате первого упоминания в летописи, Ярославль — древнейший из существующих городов на Волге. Он был заложен князем Ярославом Мудрым в период его ростовского княжения (988—1010) на мысе над Стрелкой на месте или около языческого поселения Медвежий Угол. На естественно защищённом с трёх сторон участке (крутыми высокими берегами Волги и Которосли и Медведицким оврагом, по которому протекал ручей) построили Ярославский кремль. Первое упоминание о Ярославле — вызванное голодом «восстание волхвов» в Ростовской земле — датировано 1071 годом. Название города традиционно связывают с именем его основателя: «Ярославль» — притяжательная форма, означающая «Ярославов [город]».
На раскопе «Рубленый город», ограниченном Которослью, площадью Челюскинцев и Медведицким оврагом, остатки фортификационных сооружений, представленные тремя рядами городен, датируются началом XI века. В XII веке уже существовали ярославские Петропавловский и Спасский монастыри — тогда они располагались за городом. На протяжении первых двух веков своего существования Ярославль оставался небольшим пограничным городом Ростово-Суздальской земли.

### Средние века
Первые каменные постройки в Ярославле появились незадолго до монгольского нашествия, в 1210-е годы, по воле старшего сына Всеволода Большое Гнездо — Константина. Он основал в стенах Спасского монастыря первое на территории Северо-Восточной Руси учебное заведение — Григорьевский затвор, возвёл в этой обители две церкви — соборную и Входоиерусалимскую, отстроил в камне Успенский собор. Судя по сохранившимся под современным зданием Входоиерусалимской церкви нескольким метрам домонгольской кладки, Константин, в отличие от отца и деда, заказывал постройки не белокаменные, а кирпичные, украшая их белокаменными деталями.

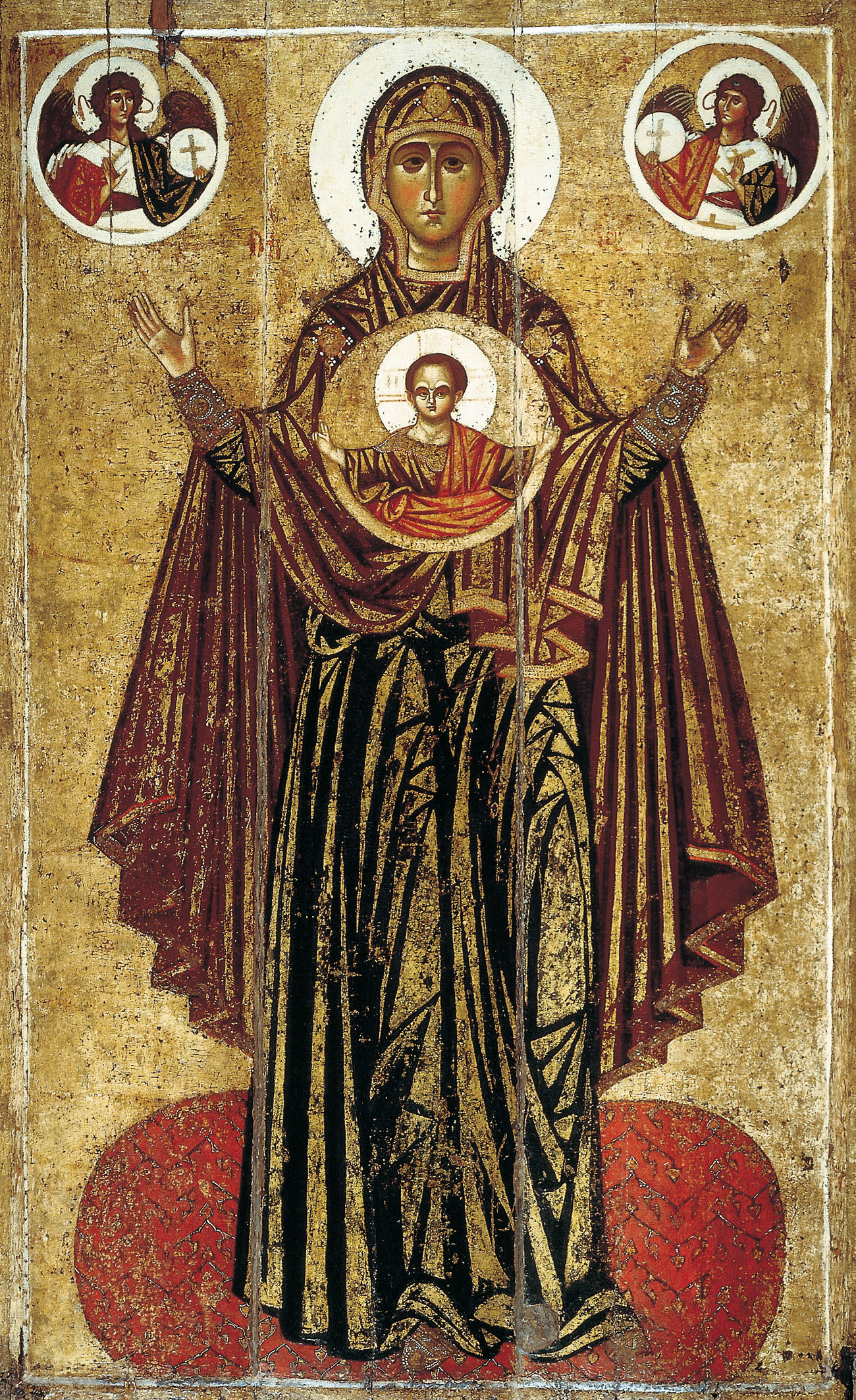
«Ярославская Оранта» — икона времён Константина Всеволодовича из Спасского монастыря

Ярославль в большей степени может считаться столицей Константина Всеволодовича, чем более древний Ростов: по количеству каменных храмов волжский город уже тогда превосходил своего старшего собрата. Не исключено, что именно при Константине стало складываться книжное собрание Спасского монастыря, включавшее в себя 14 пергаментных рукописей и единственный список «Слова о полку Игореве». Литература здесь не только переписывалась, но и иллюстрировалась; свидетельство того — лицевые Спасское и Фёдоровское евангелия. С именем Константина также связывают появление в Ярославле крупноформатных произведений изобразительного искусства — таких как большая икона Толгской Богоматери и Ярославская Оранта.
После смерти Константина (1218) Ярославль стал стольным градом его второго сына Всеволода, который погиб в Ситской битве с монголо-татарами. На территории Рубленого города обнаружено мрачное свидетельство монгольского разорения (1238) — подклет, набитый доверху человеческими костями со следами насильственной смерти. Местное предание сохранило память о случившемся в 1257 году легендарном сражении на Туговой горе; на месте боя высится памятный крест.
В первый период татаро-монгольского ига, вплоть до правления князя Василия Грозные Очи, удельное Ярославское княжество усиливалось, претендуя на доминирующую роль в Верхневолжье. Вершина его могущества связана с правлением Фёдора Чёрного — первого представителя смоленской династии Ростиславичей на ярославском престоле. Будучи зятем золотоордынского хана, великий князь Ярославский играл одну из главных ролей в русской политике своего времени. При нём Ярославль обзавёлся торгово-ремесленным посадом и неукреплёнными слободами. Вверх по течению от города, на противоположном берегу Волги возник Толгский монастырь, надолго ставший духовным центром Ярославской земли. Вплоть до XX века Толгин день (21 августа) оставался неофициальным днём города и отмечался массовыми гуляньями. Ярославль вместе с Угличем упоминается в новгородской берестяной грамоте № 69, которую В. Л. Янин датирует 80-ми годами XIII века.

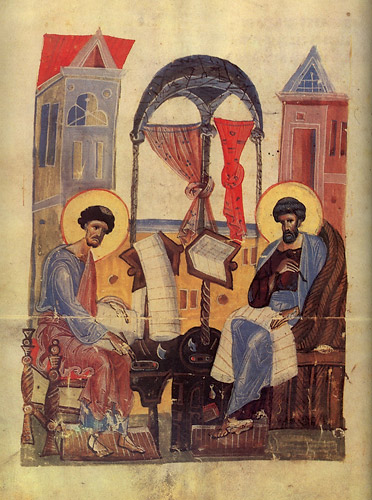
Спасское Евангелие, вероятно, было создано в Ярославском Спасском монастыре ещё до монгольского нашествия

Со второй половины XIV века происходит дробление Ярославского княжества на более мелкие уделы. Местные князья перестают играть сколько-нибудь заметную роль в общерусской политике, часть самого города становится собственностью московских правителей. В 1380 году ярославские дружины принимают участие в Куликовской битве. Незадолго до окончательного присоединения города к Москве (1463), в последней попытке сохранить самостоятельность, ярославские князья официально утвердили культ своих предков: было объявлено о чудных исцелениях от мощей первых уездных князей и они были причислены к лику святых в качестве ярославских чудотворцев. После присоединения потомки удельных князей — Шастуновы, Курбские, Прозоровские, Троекуровы, Шаховские — выехали на службу к великим князьям Московским, не теряя связей с городом праотцов.
При Иване III обветшавшие соборные здания времён Константина Всеволодовича в очередной раз сгорели и были снесены. На их месте московские (и, вероятно, итальянские) мастера выстроили новые храмы. После очередного пожара 1536 года Ярославль укрепили: было построено несколько башен и насыпан земляной вал. Город тогда состоял из обнесённого бревенчатыми стенами кремля (Рубленого города), Земляного города в пределах вала и неукреплённых слобод за ним. После того, как Московская компания организовала русско-английскую торговлю через Архангельск, Ярославль стал превращаться в крупнейший центр транзитной торговли по Волге.
В 1565 году, после того как царь Иван Грозный разделил Русское государство на опричнину и земщину, город Ярославль вошёл в состав последней и относился к ней вплоть до начала 1569 года, когда был приписан к опричнине. Великая резня, учинённая в 1570 году опричниками в Новгороде, заставила многие новгородские семейства, в том числе купеческие, покинуть разорённый город и перебраться в Ярославль. Новгородские сюжеты и традиции пустили корни на берегах Волги: на стенах местных церквей можно увидеть изображения сражения новгородцев с суздальцами, здесь стали почитаться новгородская икона Божией Матери «Знамение» и Варлаам Хутынский.
Ярославль сыграл видную роль в событиях Смутного времени. В 1608 году город был занят войсками Лжедмитрия II. 7 (17) апреля 1609 они были разбиты под городом подошедшим из Вологды ополчением и покинули Ярославль. Однако три недели спустя подошли новые отряды и началась осада Ярославля. Интервенты захватили слободы, а затем и Земляной город. Но Спасский монастырь и Кремль выдержали осаду и 23 мая она была снята. В 1611 году ярославцы присоединились к первому ополчению на освобождение Москвы, но цели оно не достигло. С апреля по июнь 1612 года в городе располагалось второе ополчение, Ярославль в это время выполнял столичные функции, здесь чеканилась монета. Когда ополчение пополнилось новыми силами, оно двинулось к Москве и освободило её. Юный царь Михаил Фёдорович, будучи вызван из Костромы в Москву, сделал длительную остановку в Ярославском Спасском монастыре, где подписал грамоту о согласии взойти на престол. В память о событиях Смутного времени в городе был основан Казанский монастырь, а захваченные в плен интервенты (и в их числе семейство Марины Мнишек) были поселены на волжском берегу в Ярославле.

### Период расцвета

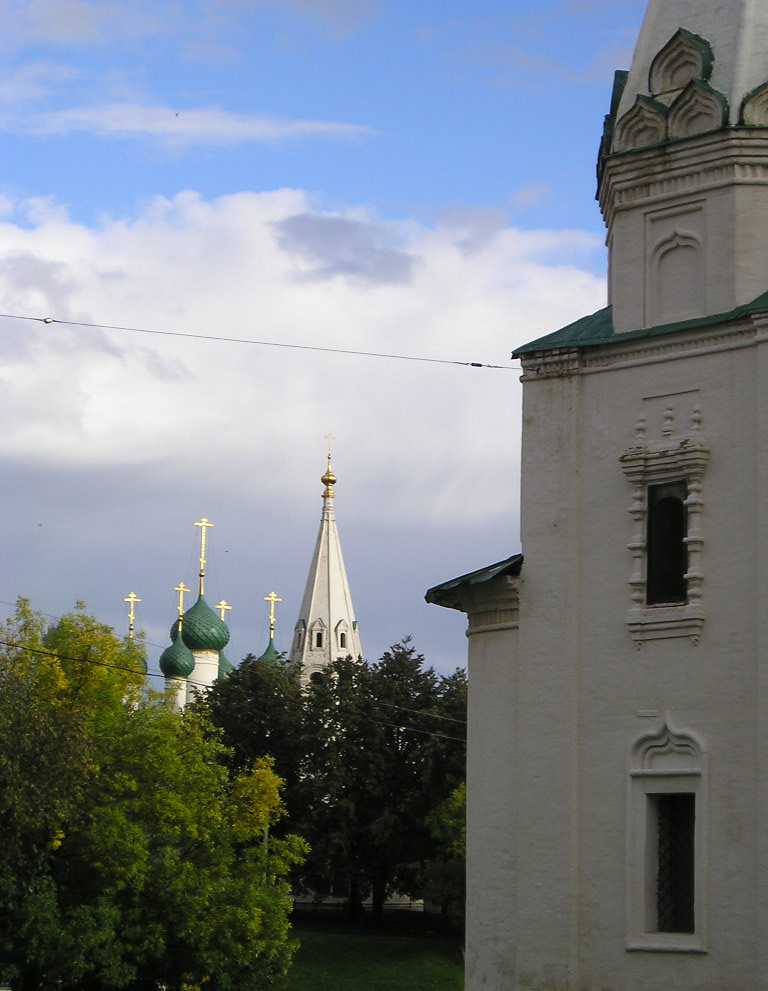
В XVII веке в Ярославле были выстроены десятки каменных приходских храмов

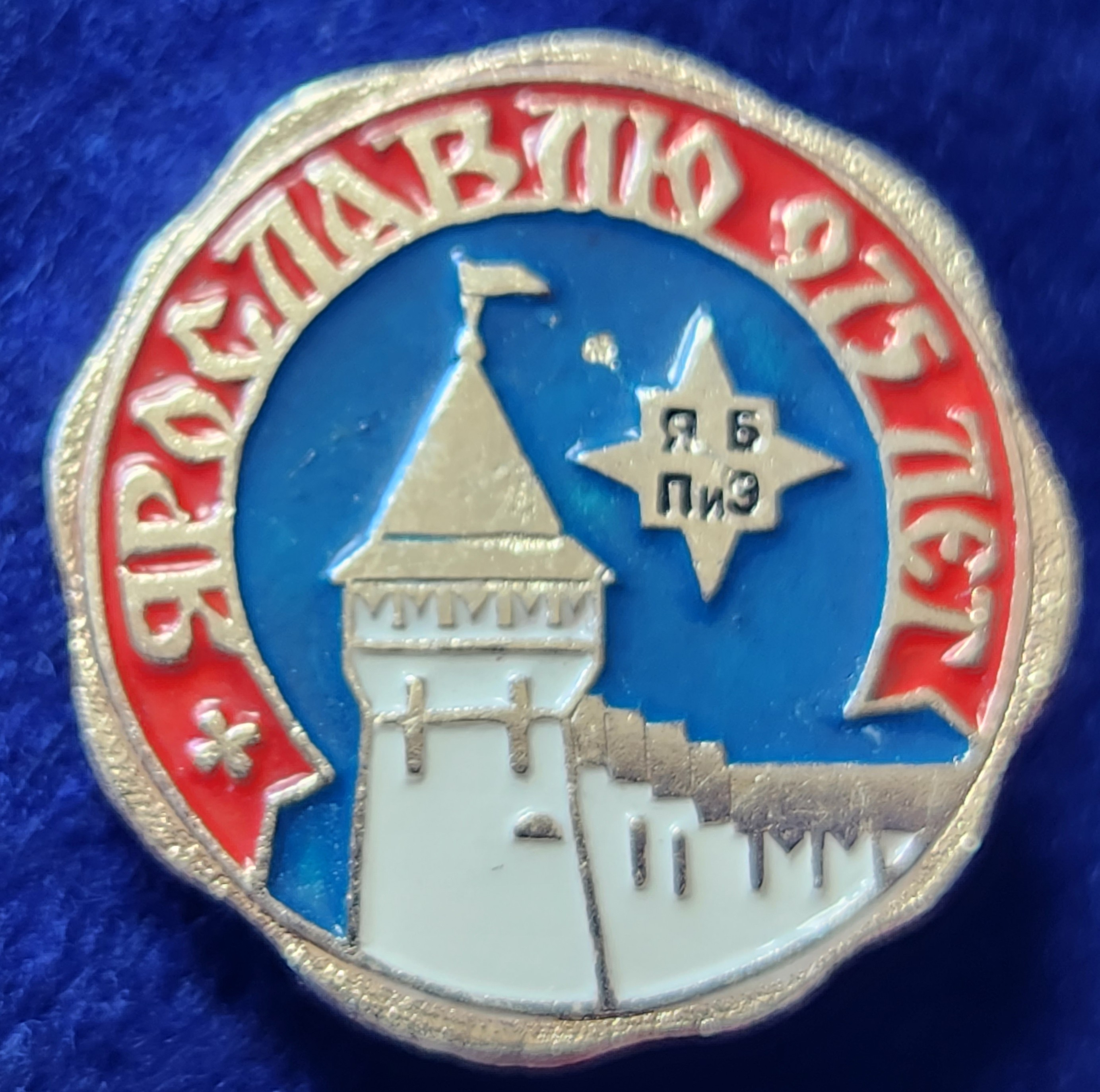
Значок Ярославлю 975 лет в 1985 году с очертанием башни Спасо-Преображенского монастыря

Ярославль быстро отошёл от последствий Смуты. Он развился в крупный торговый и ремесленный центр, второй по величине и третий по торговому обороту город в России, в Ярославле проживала шестая часть наиболее влиятельного купечества Руси — «гостей» государевой сотни. Их операции покрывали территорию от Архангельска до Бухары; ярославскими купцами Гурьевыми был заложен на территории современного Казахстана город Гурьев; они же выстроили в Ярославле церковь Рождества Христова с элементами исламской традиции. Отправная точка «московского узорочья» XVII века — церковь Троицы в Никитниках — была выстроена в Китай-городе на средства ярославского гостя Никитникова. Купец Надея Светешников на доходы от солеваренных промыслов в Усолье вносил в казну многотысячные пошлины; он в числе 8 других ярославцев был награждён титулом «государева гостя» с правом быть подсудным одному царю. На дворе у купцов Скрипиных в течение ряда лет работал жалованный царский изограф Фёдор Зубов; ярославские стенописцы украшали фресками главные храмы страны — от Успенского собора Троицкого монастыря до соборов Московского Кремля.
Ярославль продолжал застраиваться: за пределами Земляного вала в междуречье Волги и Которосли застройка шла в основном вдоль основных дорог; наряду с этим, в XVI—XVII веках осваивались земли за Которослью. XVII век стал для города, достигшего к этому времени наивысшего расцвета (Ярославль считался вторым городом на Руси по числу жителей, особенно мастерового люда) веком храмового строительства. За это столетие было построено 3 монастыря и не менее 60 каменных храмов. Тогда же сложилась ярославская художественная школа — одно из ярчайших проявлений русского искусства того времени. После пожара 1658 года, уничтожившего почти целиком Земляной и Рубленый город, деревянные стены посада восстанавливать не стали, вместо этого повысили валы и углубили рвы, но вместо деревянных башен на тех же местах построили каменные; кремль потерял оборонительное значение, оставшись административным центром.

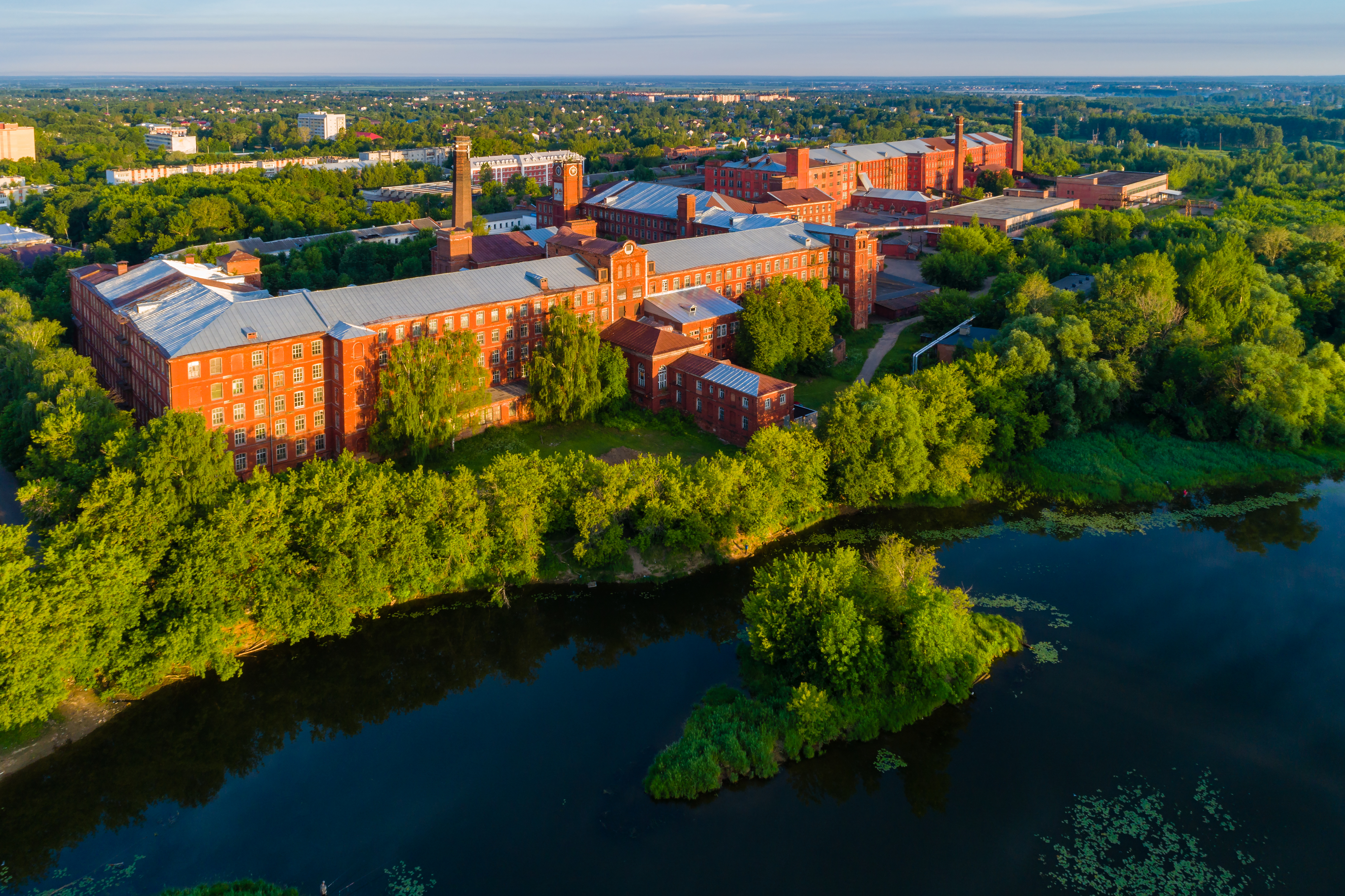
Ярославская полотняная мануфактура — одно из первых в России совместных предприятий (кумпанств)

С началом петровских преобразований Ярославль теряет значение второго города в государстве. Нежелание Петра Первого вести торговлю через Архангельск отрицательно сказалось на торговом благосостоянии города. Династии ярославских купцов разорились, но на смену торговле пришло развитие промышленности. В 1722 году купцами Затрапезновыми стала строиться полотняная мануфактура на правом берегу Которосли — одна из самых первых и крупных в стране. На какое-то время в окрестности мануфактуры переместилась экономическая жизнь города. Продолжало развиваться и ремесленное производство. По состоянию на 1771 год в Ярославле насчитывалось уже 11 крупных промышленных предприятий. После образования Ярославской провинции (1719) город стал заурядным провинциальным центром, хотя всё же весьма значительным. Он служил местом «ближней ссылки» для высокопоставленных лиц (например, герцог Бирон прожил здесь на волжском берегу 19 лет).
В 1718 году была открыта цифирная школа — первое учебное заведение в городе, а ещё через 30 лет в Спасском монастыре заработала Ярославская духовная семинария. В 1750 году Ф. Г. Волков основал в Ярославле первый в России общедоступный театр, который уже в январе 1752 года переехал в Санкт-Петербург. В целом в городе сохранялась стихийная средневековая застройка. Скученность деревянных домов создавала постоянную пожароопасную обстановку, периодически случались разрушительные пожары. Въезды в город с больших дорог по-прежнему были через башни, остальные же оборонительные сооружения Средневековья пришли в руинированное состояние.

### Губернский город

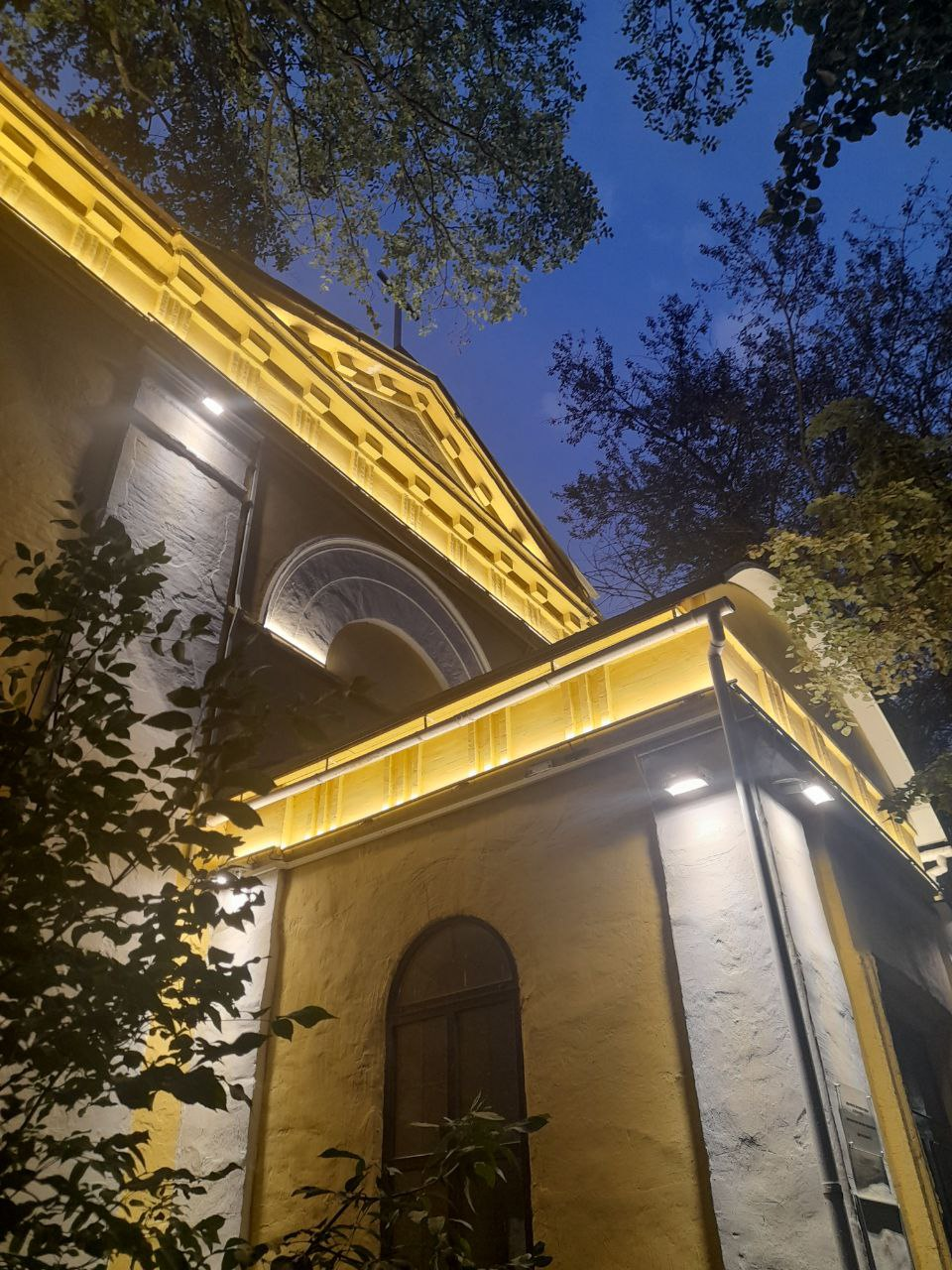
Лютеранская Кирха Святых Петра и Павла в Ярославле

В 1777 году Ярославль становится центром наместничества и соответствующей ему губернии, сделавшись крупным административным центром. Первым генерал-губернатором назначен Алексей Петрович Мельгунов. В 1786 году в Ярославль из Ростова была перенесена кафедра Ростовской епархии (с тех пор это Ярославская и Ростовская епархия). В 1788 году в библиотеке последнего настоятеля Спасского монастыря было найдено уникальное произведение древнерусской литературы — «Слово о полку Игореве». В 1778 году был утверждён первый регулярный план застройки Ярославля. В 1784 году в Ярославле появилась первая в русской провинции типография. В 1786—1788 годах в городе выходил ежемесячный журнал «Уединённый пошехонец» — первый провинциальный журнал в стране.
Город белокаменный, весёлый, красивый, с садами, со старинными прекрасными церквами, башнями и воротами; город с физиономией. Ярославль носит на каждом шагу следы древности, прежнего значения, прежней исторической жизни. Церквей бездна и почти ни одной — новой архитектуры; почти все пятиглавые, с оградами, с зелёным двором или садом вокруг.
Во время наполеоновского нашествия в Ярославль свозили раненых с полей сражений; здесь был предан земле генерал Н. А. Тучков. Бегство дворянства из взятой Наполеоном первопрестольной в Ярославль отражено на страницах романа «Война и мир». В это время в Ярославле оказались и некоторые члены царской фамилии: именно здесь родился Пётр Георгиевич Ольденбургский, выделивший позднее средства на возведение в городе кирхи Святых Петра и Павла для своих единоверцев-лютеран.
В том же 1812 году был построен первый мост через Которосль — на месте древней переправы через реку у Спасского монастыря: высокий, деревянный и на деревянных сваях; впоследствии на его месте была сооружена земляная, обложенная камнем дамба, а в 1853 году построен мост американской системы. В 1860 году появилась телеграфная линия с Москвой. С 1870 года город имел прямое железнодорожное сообщение с Москвой, Санкт-Петербургом, Костромой. В 1913 году был открыт железнодорожный мост через Волгу. Важную роль играло волжское пароходство. В Ярославле появился водопровод (1883), первая электростанция, телефонная связь, электрическое освещение и трамвай (1900).
В 1820 году полностью срыли валы и засыпали рвы уже не нужных городских укреплений, устроили бульвар с липовыми аллеями на берегу Волги и вдоль части бывшего вала, построили городской театр. В 1902 году открылась публичная городская Пушкинская библиотека. В начале XIX века город получил свой первый вуз — Ярославское высших наук училище. К началу XX века в городе имелось уже 66 учебных заведений с 10 тысячами учащихся (на 117 тысяч жителей). В 1908 году появился Ярославский учительский институт. С 1831 года при губернском правлении выходили «Ярославские губернские ведомости», с 1860 года при духовной консистории — «Ярославские епархиальные ведомости» — оба издания были первыми в своём роде по России; затем появился ряд других периодических изданий. В 1911 году появился первый в городе стационарный синематограф.

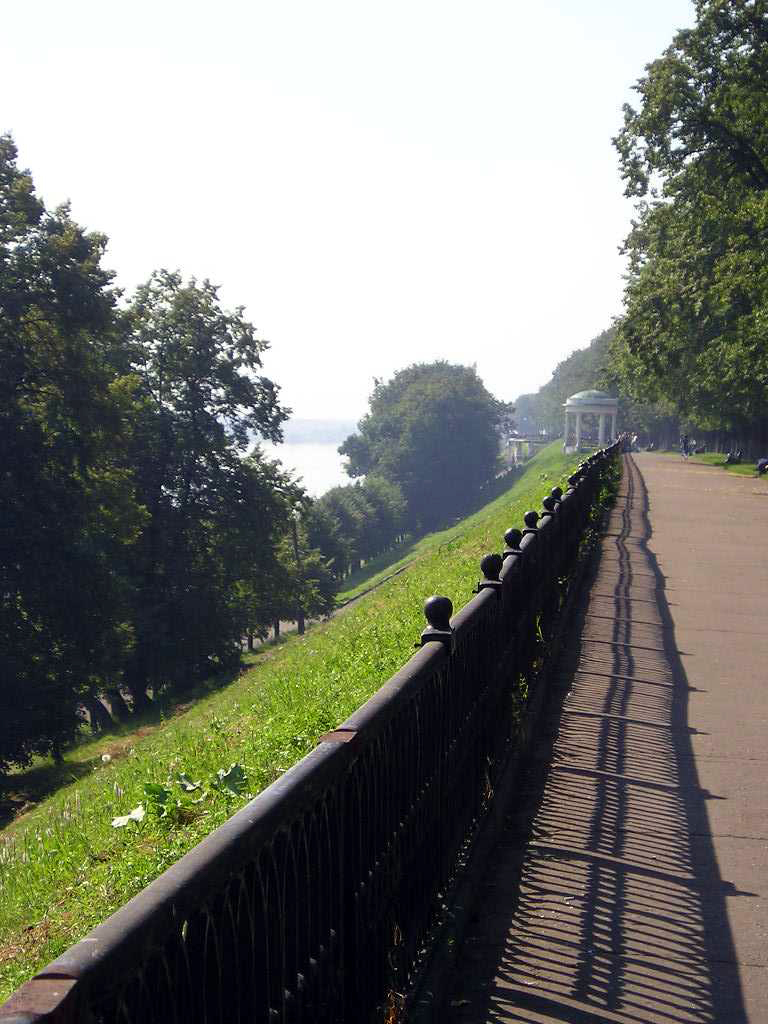
Волжская набережная лучше других улиц города даёт представление о старом, губернском Ярославле

В 1871 году появилась Ярославская городская дума. Во второй половине XIX — начале XX века в городе были созданы общества: сельского хозяйства, врачей, для исследования Ярославской губернии в естественно-историческом отношении, художественное, отделение театрального общества. В 1865 году появился первый ярославский музей (естественно-исторический). В 1889 году состоялось первое заседание Ярославской губернской учёной архивной комиссии (ЯГУАК), в 1895 году при комиссии появляется музей — Древлехранилище. В 1901 году была создана первая на севере страны марксистская организация — Северный рабочий союз.
В начале XX века Ярославль был одним из наиболее крупных городов Центральной России (12-е место по числу жителей в пределах современной территории страны на 1897 год). Была значительно развита промышленность — работало более 50 предприятий с 15 тысячами рабочих, по числу которых город занимал 8-е место среди центров фабрично-заводской промышленности Европейской России. Преобладали текстильная, пищевкусовая, химическая отрасли. Главные фабрики: две мануфактуры бумажной и льняной пряжи и тканей, табачная мануфактура; заводы химические, спичечный, лесопильные, плотничные, столярные, бондарные, мыловаренные, водочные, колокольный, войлочные и валеночные, кожевенные, скорняжный и воскобойный.
Промышленное развитие не мешало Ярославлю считаться одним из самых красивых и цветущих городов верхнего Поволжья. «Ярославль — город, каких очень немного в России. Набережная на Волге уж куда как хороша», — писал, проезжая через Ярославль, А. Н. Островский. В краеведческой литературе его называли «русской Флоренцией». Столичные жители обзаводились дачами и романтическими «замками» вдоль по Волге — в местах, окрещённых «русской Швейцарией». Дюма-отец нашёл в Ярославле «одну из лучших гостиниц в России, может быть, единственную, за исключением двух столиц, где имеются настоящие кровати». Маркиз де Кюстин посвятил пребыванию в Ярославле две главы известной книги «Россия в 1839 году»; в доме у губернатора Полторацкого он услышал «отзвуки французского духа XVIII века, того духа, который давно исчез на родине». Во время празднования 300-летия дома Романовых в 1913 году Ярославль удостоила своим посещением царская фамилия (об этом пишет в своём дневнике Ф. Кафка).

### Советское время
Наиболее разрушительным событием в новейшей истории Ярославля стали события ярославского восстания против советской власти (июль 1918). Артиллерийские обстрелы привели к гибели жителей, пожарам, значительному разрушению жилых домов, промышленных предприятий и памятников истории.

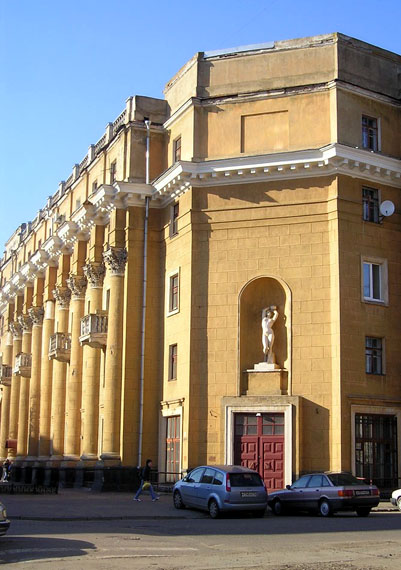
Жилое здание сталинского времени, выстроенное на месте снесённой церкви Варвары Великомученицы (1658)

В 1929 году была упразднена Ярославская губерния, а Ярославль оказался в составе Ивановской Промышленной области, но в 1936 году он вновь стал административным центром — была образована Ярославская область. В 1920 году начинается застройка города по «Плану Большого Ярославля» — городская черта была расширена более чем в 5 раз, формировались новые улицы, строились дома и хозяйственные объекты. В 1921 году восстановили трамвайное движение, в 1922 году была построена канализация в центре, в 1924 — новая телефонная станция взамен разрушенной, в 1925 году установлен первый телефон-автомат. К середине 1920-х годов в городе было уже более 100 тысяч жителей. В 1923 году на базе Пушкинской библиотеки была создана Ярославская губернская центральная библиотека (с 1936 года — Ярославская областная библиотека). В 1924 году все музеи города были объединены в Ярославский государственный областной музей. К 1929 году крупнейшими предприятиями Ярославля были: «Красный Перекоп» (бывшая Большая мануфактура); «Красный маяк», «Победа рабочих» и «Свободный труд», валяно—сапожные, кожевенные, лесопильные заводы, завод бывш. Вестингауз — производство тормозов.
В 1936 году был принят новый градостроительный план — формирование центра города, новых улиц, застройка Тверицкой набережной, вынесение промышленных зон на северную и южную границы города. В ноябре 1926 года была запущена первая очередь Ляпинской электростанции, что создало основу для развития в городе промышленности. В первую пятилетку (1928—1933) началось строительство резинокомбината, заводов синтетического каучука (СК-1), сажевого, судоверфи. СК-1, построенный в 1932 году, был первым в мире заводом синтетического каучука, как следствие, Ярославский шинный завод первым в мире освоил массовое производство на основе искусственной резины и к началу 1940-х годов поставлял около 80 % покрышек для автомобилей СССР. В марте 1933 года была пущена первая очередь Ярославского резино-асбестового комбината. Начали работу завод по производству силикатного кирпича, кислородный завод и другие.
В 1919 году Демидовский юридический лицей был преобразован в Ярославский государственный университет, но уже в 1924 году он был закрыт; его педагогический факультет вновь стал самостоятельным вузом — единственным на территории края на протяжении более десяти лет. В городе открывались фабрично-заводские училища, техникумы (резиновый, химический, текстильный). В 1930-е годы в городе было три вуза — педагогический институт, вечерний машиностроительный институт и высшая сельскохозяйственная школа.
Во время Великой Отечественной войны более полумиллиона жителей Ярославской области отправились на фронт, погибло или пропало без вести свыше 200 тысяч человек. В конце осени 1941 года враг был в 50 км от границ области, город подвергался налётам немецкой авиации, из которых наиболее тяжёлыми стали два массированных налёта в ночь с 9 на 10 и с 20 на 21 июня 1943 года, в городе имелись значительные разрушения и жертвы. С первых месяцев войны промышленность Ярославля перешла на выпуск военной продукции, сыграв важную роль в снабжении основных оборонных отраслей.

Красная площадь зимой 1964 года

Ярославль активно участвовал в восстановлении хозяйства. Увеличилось производство ряда старых заводов. В 1958 году Ярославский автомобильный завод преобразован в Ярославский моторный завод, ставший основным поставщиком дизелей для автомобилей страны. В 1961 году открывается Новоярославский нефтеперерабатывающий завод. Строятся автомобильные мосты: в 1962 году — новый железобетонный Московский мост через Которосль, в 1965 — Октябрьский мост через Волгу, в 1980-х — Толбухинский мост через Которосль, в 2000-х — Юбилейный мост через Волгу. С 1961 года в городе запрещено индивидуальное жилищное строительство. В 1960-х годах активно строится Северный жилой район города (Брагино).
В 1944 году в Ярославле открылось военное пехотное училище и Ярославский медицинский институт (ныне Ярославский государственный медицинский университет). В 1951 году было создано Ярославское военно-техническое училище войск ПВО (ныне Ярославское высшее зенитное ракетное училище противовоздушной обороны). В 1944 году в городе открылся технологический институт резиновой промышленности (ныне Ярославский государственный технический университет). В 1962 году было создано Ярославское театральное училище (сейчас это Ярославский государственный театральный институт). В 1969 году в Ярославле вновь открылся Ярославский государственный университет. В 1977 году открылся филиал Московской сельскохозяйственной академии имени К. А. Тимирязева (ныне Ярославская государственная сельскохозяйственная академия). В 1957 году в Ярославль переводят Военно-финансовое училище (позже Военный финансово-экономический институт). В 1985 году открылся Музей истории города Ярославля.

### Постсоветский период
В конце 1980-х в городе проживало максимальное число жителей — около 650 тысяч человек, затем численность населения стала уменьшаться. Но, несмотря на трудности переходной экономики, Ярославлю удалось сохранить экономический и культурный потенциал. В 2007 году впервые за более чем 20 лет наблюдался прирост населения. В 2006 году был утверждён новый генеральный план по развитию города. 

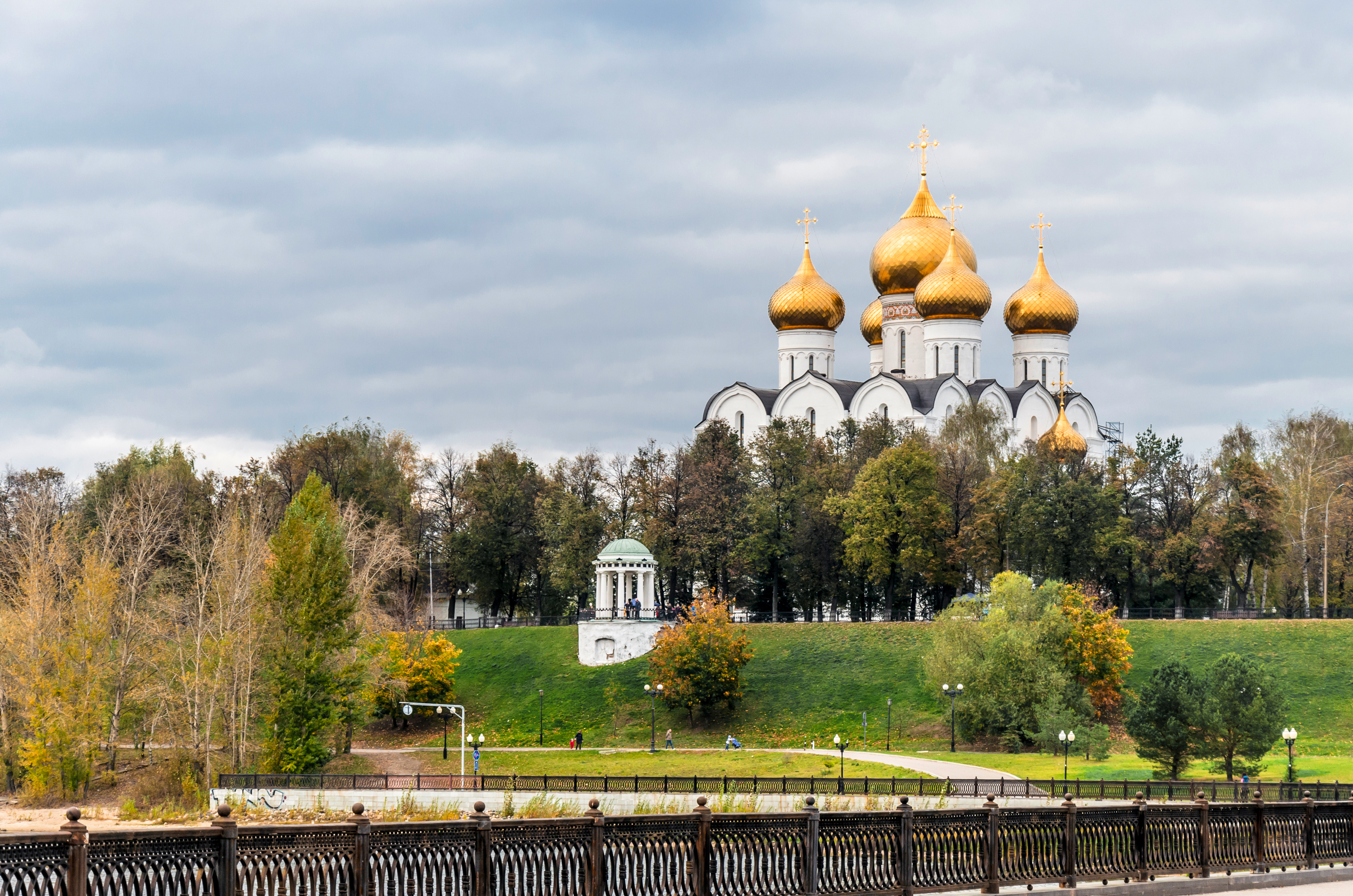
Вид на Успенский собор со Стрелки

В 1992 году в городе открылась Международная академия бизнеса и новых технологий — первый негосударственный вуз Ярославской области. На протяжении 1990—2000-х годов продолжали активную просветительскую деятельность Ярославский музей-заповедник (более полумиллиона экспонатов) и Ярославский художественный музей. С конца 1980-х многие храмы были возвращены Русской православной церкви. Первым из женских монастырей России возвращён церкви и воссоздан Толгский монастырь.
В 2007—2010 годах в городе велось активное строительство новых и реконструкция действующих объектов, связанные с подготовкой к празднованию в 2010 году тысячелетия Ярославля. В частности, открыт зоопарк, построен автодорожный обход города, включающий Юбилейный мост через Волгу и подходы к нему, реконструированы Московский проспект и набережная Волги (включая Стрелку у места впадения Которосли). Ряд объектов к юбилею ввести в эксплуатацию не успели (среди них перинатальный и концертно-зрелищный центры, планетарий и цирк), они были введены в эксплуатацию позднее.
В 2009—2011 годах в Ярославле проходили международные политические форумы (в 2009 — в формате конференции на тему «Современное государство и глобальная безопасность», в 2010 — форум «Современное государство: стандарты демократии и критерии эффективности», в 2011 — форум «Современное государство в эпоху социального многообразия»). Первый форум посетили Романо Проди, Франсуа Фийон, Хосе Луис Родригес Сапатеро, Фарид Закария, Элвин Тоффлер.

## Административное управление

### Административное деление

Районы Ярославля

Ярославль в рамках административно-территориального устройства области является городом областного значения; в рамках муниципального устройства он образует муниципальное образование город Ярославль со статусом городского округа с единственным населённым пунктом в его составе. Разделён на 6 территориальных районов, границы которых совпадают с 6 городскими районами — административно-территориальными единицами Ярославской области: Дзержинский, Заволжский, Кировский, Красноперекопский, Ленинский и Фрунзенский.

### Органы власти

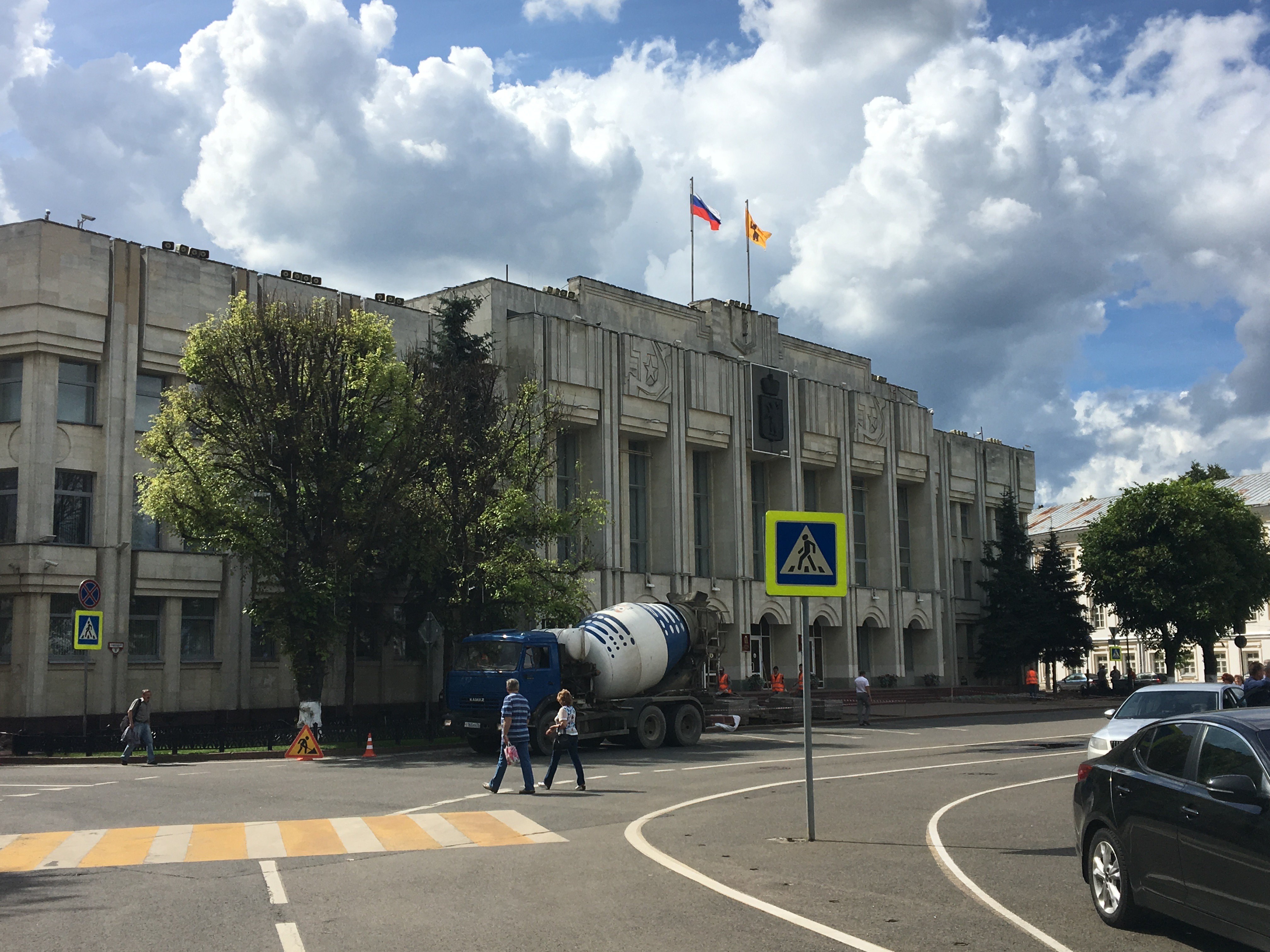
Здание Правительства Ярославской области, 2017

История местного самоуправления в Ярославле насчитывает более 200 лет: первая городская дума была создана в рамках екатерининской городовой реформы 1785 года.
Представительным органом местного самоуправления города Ярославля является муниципалитет, состоящий из 38 депутатов (до 2012 года — из 36 депутатов), половина которых избирается по 19 одномандатным избирательным округам, другая половина — по партийным спискам сроком на четыре года (в первый раз выборы в муниципалитет состоялись в 1994 году). На выборах, состоявшихся в октябре 2012 года, был избран муниципалитет шестого созыва (23 из 38 депутатов представляют партию «Единая Россия»; в муниципалитете пятого созыва «Единая Россия» была представлена 33 депутатами из 36). Муниципалитет возглавляется председателем (по состоянию на апрель 2018 года — Артур Ефремов), в его составе работают пять постоянных комиссий.
Высшим должностным лицом города является мэр, возглавляющий мэрию и избираемый всеобщим голосованием сроком на пять лет. С 1991 по 2012 год этот пост занимал Виктор Владимирович Волончунас, с 11 апреля 2012 года по 20 января 2017 года — Евгений Робертович Урлашов, получивший во втором туре выборов 69,65 % голосов при явке 45,45 % (18 июля 2013 года был отстранён от должности до вступления в законную силу приговора суда).
В декабре 2014 года Ярославская областная дума, несмотря на акции протеста и вопреки данным опросов общественного мнения, приняла решение об отмене прямых выборов мэра города. Решением муниципалитета от 1 марта 2017 г. мэром избран Владимир Витальевич Слепцов, ранее (с 21 сентября 2016 г.) исполнявший обязанности мэра. У мэра имеется пять заместителей.
3 октября 2018 г. В. В. Слепцов ушёл в отставку с поста мэра Ярославля по собственному желанию. На должность и. о. мэра Ярославля назначен Владимир Михайлович Волков, заместитель мэра Ярославля по вопросам градостроительства. 5 декабря 2018 г. муниципалитет г. Ярославля VII созыва утвердил В. М. Волкова в должности мэра Ярославля.
16 мая 2022 года Волков подал в отставку по собственному желанию.
7 ноября 2022 года на заседании муниципалитета г. Ярославля VIII созыва депутаты избрали мэром города Артёма Владимировича Молчанова.

## Население
| 1811     | 1840     | 1856     | 1863     | 1897     | 1913     | 1914     |
| -------- | -------- | -------- | -------- | -------- | -------- | -------- |
| 23 800   | ↗34 900  | ↘26 900  | ↗27 700  | ↗72 000  | ↗83 600  | ↗111 200 |
| 1923     | 1926     | 1931     | 1933     | 1937     | 1939     | 1956     |
| ↘91 000  | ↗112 238 | ↗155 500 | ↗167 300 | ↗257 273 | ↗299 359 | ↗374 000 |
| 1959     | 1962     | 1967     | 1970     | 1973     | 1975     | 1979     |
| ↗407 071 | ↗443 000 | ↗498 000 | ↗517 314 | ↗549 000 | ↗576 000 | ↗596 951 |
| 1982     | 1985     | 1986     | 1987     | 1989     | 1990     | 1991     |
| ↗614 000 | ↗619 000 | ↗623 000 | ↗634 000 | ↘632 991 | ↘632 000 | ↗638 000 |
| 1992     | 1993     | 1994     | 1995     | 1996     | 1997     | 1998     |
| ↘637 000 | ↘635 000 | ↘631 000 | ↘625 000 | ↘623 000 | ↗625 000 | ↘619 000 |
| 1999     | 2000     | 2001     | 2002     | 2003     | 2004     | 2005     |
| ↗620 600 | ↘616 700 | ↘608 800 | ↗613 088 | ↗613 100 | ↘608 300 | ↘605 200 |
| 2006     | 2007     | 2008     | 2009     | 2010     | 2011     | 2012     |
| ↘603 700 | ↗604 000 | ↗605 200 | ↗606 336 | ↘591 486 | ↗591 500 | ↗595 155 |
| 2013     | 2014     | 2015     | 2016     | 2017     | 2018     | 2019     |
| ↗599 169 | ↗602 400 | ↗603 961 | ↗606 703 | ↗608 079 | ↗608 722 | ↗609 828 |
| 2020     | 2021     | 2023     | 2024     | 2025     |          |          |
| ↘608 353 | ↘577 279 | ↘570 824 | ↘567 443 | ↘563 717 |          |          |

На 1 января 2025 года по численности населения город находился на 27-м месте из 1124 городов Российской Федерации.
Следует отметить достаточно высокую концентрацию населения: доля Ярославля в численности населения области составляет 47.77%. Плотность населения — 2739,15 чел. на км².
Демография
Число родившихся на 1000 человек населения в 2008 году составило 9,9 человек (годом ранее — 9,4), число умерших — 15,1 (годом ранее также 15,1), таким образом, в 2008 году наблюдалась естественная убыль населения в 5,2 на 1000 человек населения (годом ранее — 5,7). При этом с 2007 года в городе наблюдается прирост населения за счёт миграции (до этого более 20 лет отмечалась убыль). По итогам переписи населения 2010 года Ярославль занял второе место в России по числу одиноких женщин: на сто одиноких девушек приходилось 55 одиноких мужчин.
Возрастное распределение населения на 1 января, тыс. чел.:
|                                 | 2008  | 2009  |
| ------------------------------- | ----- | ----- |
| моложе трудоспособного возраста | 81,3  | 82,2  |
| из них детей в возрасте 1—6 лет | 32,4  | 33,3  |
| в трудоспособном возрасте       | 380,9 | 379,9 |
| старше трудоспособного возраста | 143,0 | 144,2 |

Национальный состав
По итогам переписи населения 2020 года проживали следующие национальности. Национальности менее 0,1 % и другое, см. в сноске к строке «Другие»:
| Национальность | Численность, чел. | Доля     |
| -------------- | ----------------- | -------- |
| Русские        | 436 386           | 75,59 %  |
| Армяне         | 2842              | 0,49 %   |
| Азербайджанцы  | 1834              | 0,32 %   |
| Украинцы       | 1830              | 0,32 %   |
| Татары         | 1646              | 0,29 %   |
| Езиды          | 1085              | 0,19 %   |
| Таджики        | 1014              | 0,18 %   |
| Узбеки         | 781               | 0,14 %   |
| Белорусы       | 664               | 0,12 %   |
| Другие         | 129 197           | 22,36 %  |
| Итого          | 577 279           | 100,00 % |

## Экономика

### Основные показатели
На 1 октября 2010 года в городе было зарегистрировано 29,4 тыс. организаций (на 01.01.2009 — 27,0 тыс. ед.), из них 90,1 % — частной формы собственности.

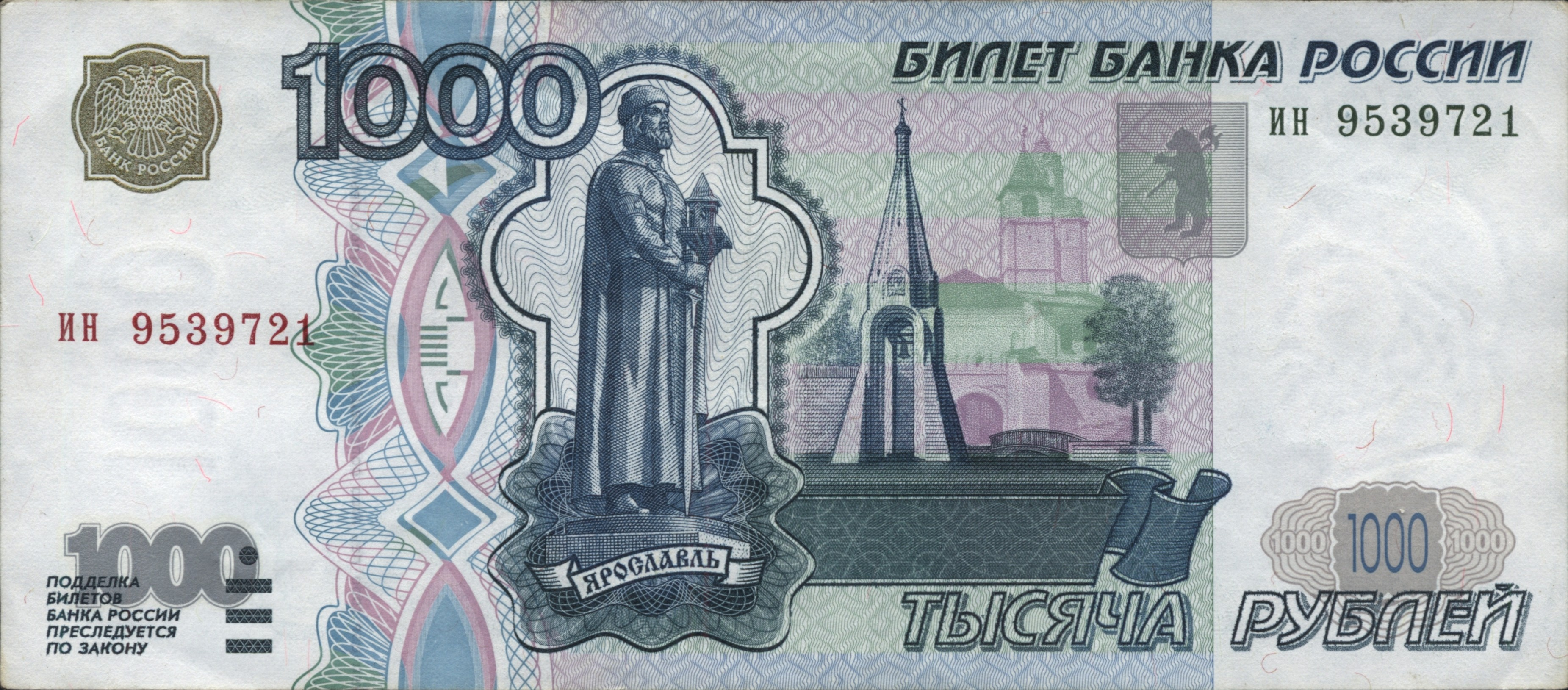
Российская банкнота 1000 рублей
Изображён Ярославль и скульптура основателя города — Ярослава Мудрого

Оборот крупных и средних организаций областного центра за 2009 год составил 211,3 млрд руб. Важнейшее место в структуре экономики Ярославля в этом периоде занимали обрабатывающие производства — 79,8 млрд руб., оптовая и розничная торговля — 62,4 млрд руб., производство и распределение электроэнергии, газа и воды — 26,4 млрд руб., транспорт и связь — 21,8 млрд руб., строительство — 8,7 млрд руб.
Численность занятых в экономике Ярославля в 2009 году составляла в среднем 340,6 тыс. человек. Численность официально зарегистрированных безработных на 01.01.2010 — 10,4 тыс. человек, уровень регистрируемой безработицы — 2,7 %. Среднемесячная номинальная начисленная заработная плата в 2008 году составила 15,6 тыс. руб.
Удельный вес основных показателей развития экономики областного центра относительно всей области в 2008 году составил,%: среднегодовая численность работников организаций — 54,3; наличие основных фондов организаций (на конец года) — 55,1; объём отгруженных товаров собственного производства, выполненных работ и услуг собственными силами по видам деятельности: добыча полезных ископаемых — 19,4, обрабатывающие производства — 68,3, производство и распределение электроэнергии, газа и воды — 71,4; строительство — 75,2; ввод в действие общей площади жилых домов — 2,7; оборот розничной торговли — 11,0; инвестиции в основной капитал — 9,7.

### Городской бюджет
| Исполнение бюджета Ярославля, млрд р. | Исполнение бюджета Ярославля, млрд р. | Исполнение бюджета Ярославля, млрд р. | Исполнение бюджета Ярославля, млрд р. | Исполнение бюджета Ярославля, млрд р. | Исполнение бюджета Ярославля, млрд р. | Исполнение бюджета Ярославля, млрд р. | Исполнение бюджета Ярославля, млрд р. | Исполнение бюджета Ярославля, млрд р. | Исполнение бюджета Ярославля, млрд р. | Исполнение бюджета Ярославля, млрд р. | Исполнение бюджета Ярославля, млрд р. | Исполнение бюджета Ярославля, млрд р. | Исполнение бюджета Ярославля, млрд р. |
| ------------------------------------- | ------------------------------------- | ------------------------------------- | ------------------------------------- | ------------------------------------- | ------------------------------------- | ------------------------------------- | ------------------------------------- | ------------------------------------- | ------------------------------------- | ------------------------------------- | ------------------------------------- | ------------------------------------- | ------------------------------------- |
|                                       | 2010                                  | 2011                                  | 2012                                  | 2013                                  | 2014                                  | 2015                                  | 2016                                  | 2017                                  | 2018                                  | 2019                                  | 2020                                  | 2021                                  | 2022                                  |
| Доходы                                | 13,86                                 | 14,32                                 | 12,46                                 | 14,68                                 | 16,23                                 | 15,71                                 | 17,07                                 | 19,18                                 | 19,30                                 | 20,26                                 | 23,19                                 | 24,03                                 | 27,86                                 |
| Расходы                               | 16,41                                 | 14,72                                 | 13,20                                 | 15,58                                 | 16,88                                 | 16,28                                 | 17,76                                 | 19,79                                 | 20,04                                 | 20,23                                 | 23,26                                 | 24,13                                 | 27,68                                 |
| Дефицит (-) / Профицит (+)            |                                       |                                       |                                       |                                       |                                       |                                       |                                       |                                       |                                       |                                       |                                       |                                       |                                       |

Фактические доходы городского бюджета за 2023 год, по оперативным данным на 1 января 2024 года, составили 25,93 млрд руб. (план — 26 млрд руб.), расходы — 25,66 млрд руб. (план — 26,16 млрд руб.), профицит — 0,27 млрд руб.
На 2024 год утверждены доходы в размере 26,19 млрд руб., расходы в размере 26,19 млрд руб.
По итогам исполнения бюджета 2022 к числу основных налоговых и неналоговых доходов бюджета Ярославля относятся, в млн руб.:
налог на доходы физических лиц — 6047 (70 %), доходы от использования имущества — 700 (8 %), земельный налог — 689 (8 %), налог на имущество физических лиц — 412 (5 %), штрафы — 235 (3 %), доходы от реализации имущества — 205 (2 %) налоги на совокупный доход — 203 (2 %), прочие налоговые и неналоговые доходы — 200 (2 %).
Безвозмездные поступления — 19167 млн руб.
Основные статьи расходов млн руб.: образование — 12136 (44 %), социальная политика — 5609 (20 %), дорожное хозяйство — 3570 (13 %), благоустройство — 1740 (6 %), транспортное обслуживание — 1443 (5 %), физкультура и спорт — 851 (3 %), культура — 741 (3 %), прочее — 1588 (6 %).

### Промышленность
Ярославль — крупный промышленный центр. Машиностроительная отрасль здесь представлена такими предприятиями как моторный завод (бывший Ярославский автомобильный завод, в 2016 году отметил вековой юбилей), электровозоремонтный завод, вагоноремонтный завод, электромашиностроительный завод, судостроительный завод и мн. др.

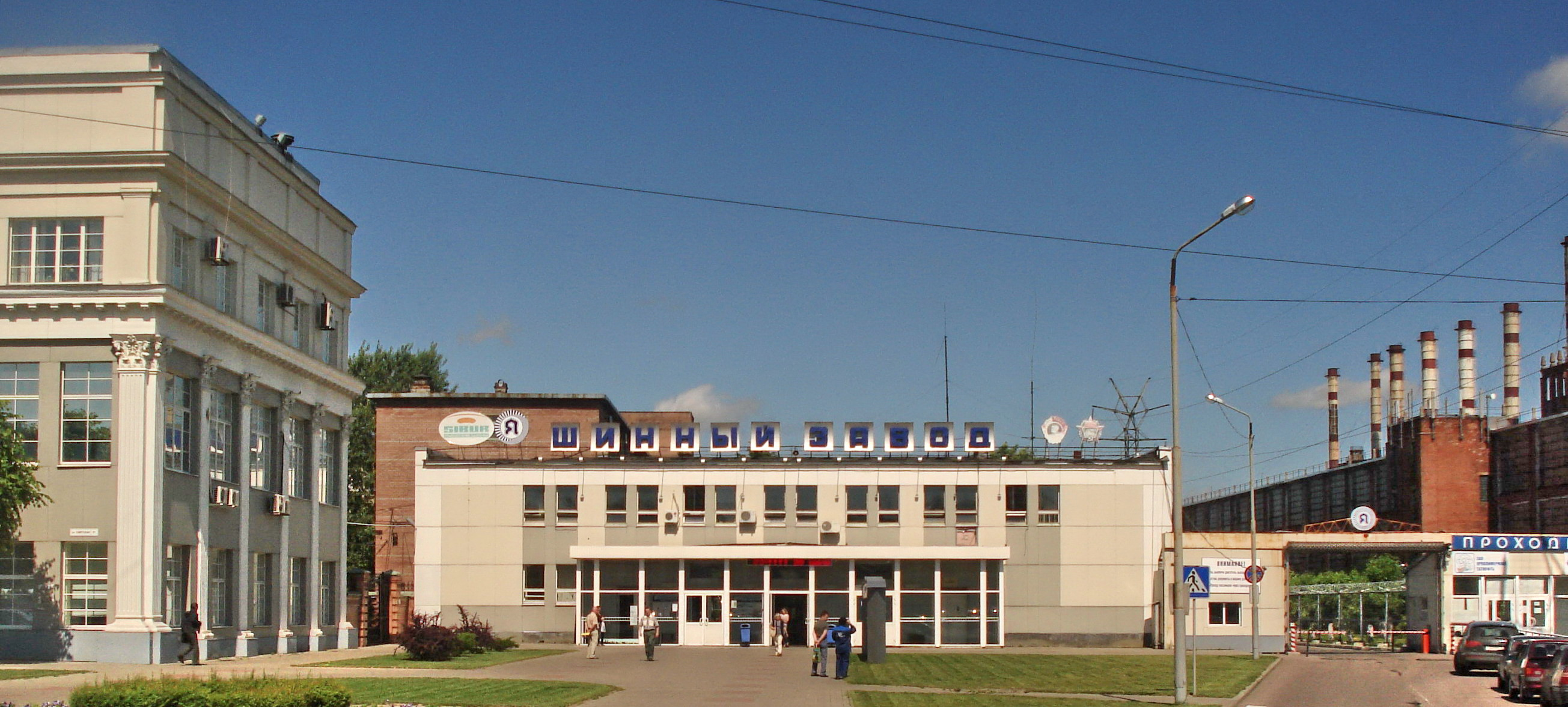
Ярославский шинный завод, проходная

Существенное развитие получила нефтеперерабатывающая и химическая промышленность. В Ярославле в 1932 году был запущен первый в мире завод синтетического каучука. Сейчас в городе работают нефтеперерабатывающий завод компании ПАО «Славнефть-Ярославнефтеоргсинтез» (сокр. «ЯНОС»), шинный завод, лакокрасочный завод «Русские краски», завод технического углерода, фармацевтическая фабрика.
Также действует целый ряд предприятий лёгкой (фабрика валяной обуви, текстильно-галантерейная, швейная фабрика) и пищевой промышленности (комбинат молочных продуктов, пивоваренный завод компании «Балтика» — бывшее ОАО «Ярпиво» и др.), мебельная фабрики. В течение 2016 года прекратили деятельность старейшие предприятия города, расположенные в центре города, ликёроводочный завод (перезапущен в 2019 году) и табачная фабрика «Балканская звезда» (старейшая в России).
В Ярославле расположена штаб-квартира Территориальной генерирующей компании № 2 (ТГК-2) — одной из энергетических компаний, созданных в результате реформы РАО «ЕЭС России». ТГК-2 принадлежат Ярославские ТЭЦ-1, ТЭЦ-2 и ТЭЦ-3. Под городом базируются Ярославское нефтеуправление ПАО «Балтнефтепровод», Вологодское нефтеуправление ПАО «Северные магистральные нефтепроводы», перекачивающая станция ПАО «Транснефтепродукт» (дочерние предприятия ПАО «АК „Транснефть“»).
В 2000-х годах начато строительство ряда современных предприятий с иностранными инвестициями. В частности, на свободных площадках рядом с городом построено крупное предприятие по сборке дорожной техники японской компании Komatsu (открыто в июне 2010 г.), 11 сентября 2012 года завершено строительство фармацевтической фабрики швейцарской компании Nycomed и др. С 2009 года в Ярославле работает ООО «Спецавиа», первый в Европе и СНГ серийный производитель строительных 3D-принтеров. С 2018 года развивается компания Ccover — первая в России разработавшая и производящая косметические оболочки на протезы нижних конечностей. 

### Торговля
В городе активно развивается торговая отрасль. На 1 января 2010 года на территории Ярославля действовало 2054 предприятия торговли (из которых 195 — сетевые розничные, 147 — объекты уличной торговли), в которых было занято 25,9 тыс. человек.

«Фараон» — один из городских торговых центров

Работают такие крупные международные торговые сети как METRO Cash & Carry, Auchan, Globus,; действуют торговые предприятия крупнейших российских сетей, в числе которых «Перекрёсток», «Магнит», «Пятёрочка», «Дикси», «Спортмастер», «М.Видео», «Эльдорадо», «Связной», и мн. др. Существуют многочисленные торговые и торгово-развлекательные центры («Аура», «Альтаир», «Ярославский вернисаж», «Фараон», «Флагман», «Тандем», ТК «Шоколад», ТЦ «Рио», два ТЦ «Космос» и др.), гипермаркеты. По состоянию на начало 2010 года работало 28 рынков (Дзержинский, Заволжский, Центральный, Угличский, Красноперекопский, и др.).

### Туризм
Туризм является важной сферой экономики города. Ярославль традиционно включается в знаменитый туристический маршрут «Золотое кольцо России»; серьёзный толчок развитию туризма в городе дало включение в 2005 году исторического центра города в список объектов всемирного наследия ЮНЕСКО. На 1 января 2010 года в городе насчитывалось 22 отеля на 1753 места, в числе которых четырёхзвёздочный «SK Royal», четырёхзвёздочный «Ring Premier Hotel», четырёхзвёздочный «Святой Георгий»; трёхзвёздочные «Которосль», «Юбилейная», «Медвежий Угол» и др. В преддверии празднования тысячелетия города (2010) реализована программа строительства и реконструкции гостиничной инфраструктуры. Постепенно растёт роль делового туризма, проводится ряд бизнес-форумов и иных мероприятий общероссийского и международного характера.

### Связь
Одним из основных провайдеров услуг связи в городе является ОАО «Ростелеком» (до апреля 2011 года — верхневолжский филиал компании «ЦентрТелеком»). Крупным магистральным провайдером является ЗАО «СеверТрансТелеКом» (ТТК-Север). Также на рынке проводной связи и предоставления доступа к интернету работают компании: «Комстар-Регионы», «Вымпел-Коммуникации» (торговая марка «Билайн»), «Нетис», Дом.ru, «ЯрНет» и др.
Сотовая связь в Ярославле по состоянию на середину 2019 года предоставляется следующими компаниями:
- Стандарт GSM 900/1800, а также UMTS 2100: ОАО «Мобильные ТелеСистемы» (торговая марка МТС), ОАО «Вымпел-Коммуникации» («Билайн»), региональным отделением Северо-Западного филиала ОАО «МегаФон», ООО «СКАРТЕЛ» («Yota»), ООО «Т2 Мобайл» («Теле2»).
- Стандарт CDMA-2000: «Ростелеком» (Ярославский филиал), ранее назывался «ЦентрТелеком».

Основным оператором услуг связи для целей телевизионного вещания является открытое акционерное общество «ЭР-Телеком» — правопреемник приватизированного в 2015 году муниципального монополиста «Ярославльтелесеть».

### Жилищно-коммунальное хозяйство
Общая площадь жилых помещений, приходящаяся в среднем на одного городского жителя, на конец 2008 года составляла 21,1 м², что на 0,3 м² больше, чем в 2007 году. Общий размер жилищного фонда Ярославля на 2009 год составлял 12,7 млн м² общей полезной площади, из него обеспечено горячим водоснабжением 98,4 %, холодным водоснабжением — 99,8 %, канализацией — 99,5 %, центральным отоплением — 98,7 %; удельный вес ветхого и аварийного жилья — 1,4 %. По состоянию на конец 2009 года, управление жилищным фондом осуществляла 31 управляющая компания разных форм собственности, 439 товариществ собственников жилья и 105 жилищно-строительных кооперативов.
Поставщиками коммунальных ресурсов в городе на конец 2009 года являлись:
- горячей воды и тепловой энергии — всего 22 энергоснабжающие организации (в том числе более 70 % тепла поставляло ОАО «ТГК-2»[167]);
- водоснабжения и водоотведения — ОАО «Ярославльводоканал»;
- электроэнергии — ОАО «Ярославская сбытовая компания»;
- газа — ООО «Яррегионгаз».

В городе ведётся массовое жилищное строительство, так, в 2009 году предприятиями и организациями всех форм собственности было введено в эксплуатацию 203,7 тыс. м² жилья. Реализуются ежегодные программы по проведению капитального ремонта многоквартирных домов, по социальной поддержка жителей города при приобретении (строительстве) жилья и др.

## Транспорт
Ярославль находится на пересечении важных автомобильных, железнодорожных и водных путей. В частности, через Ярославль проходит федеральная автодорога М8 «Холмогоры», также её частью является дорога от Ярославля до Костромы. С Рыбинском Ярославль связывает региональная автомобильная дорога; с Иваново — . Через реку Волгу перекинуты один железнодорожный и два автомобильных моста («Октябрьский» и «Юбилейный»). Через Которосль проложены четыре автомобильных моста и один железнодорожный (последний построен в 1896 году по проекту Л. Д. Проскурякова).

### Автомобильный транспорт
В Ярославле до последнего времени отсутствовал автомобильный обход города, поэтому внутригородские магистрали были перегружены транзитным транспортом. В августе 2010 года была открыта первая очередь обхода — развязка, соединяющая Юбилейный мост и юго-западную окружную дорогу.

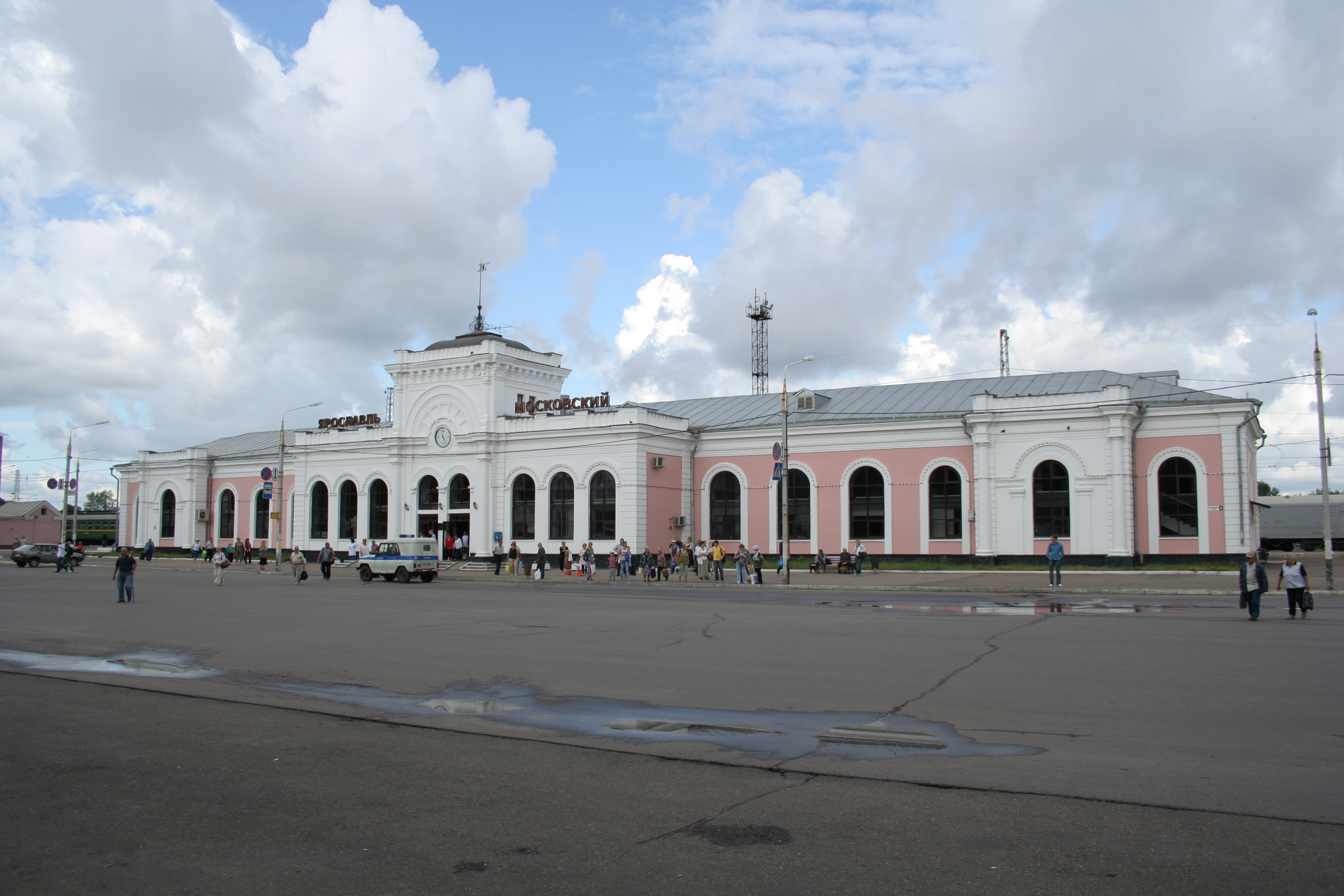
Московский вокзал в Ярославле (1870) — один из старейших в России

Междугородные автобусные рейсы отправляются с Ярославского автовокзала. Автобусные маршруты связывают город со значительным количеством населённых пунктов как области (в том числе Переславлем-Залесским, Рыбинском, Угличем и др.), так и других субъектов федерации (Москвой, Санкт-Петербургом, Уфой, Костромой, Казанью, Череповцом и др.).
Ярославль занимает 18 место по числу дорожно-транспортных происшествий в России.

### Железнодорожный транспорт
Два основных железнодорожных вокзала города — Ярославль-Главный и Ярославль-Московский. Пригородные электропоезда ходят до Данилова, Ростова, Александрова, Нерехты и Костромы. Пригородные поезда на тепловозной тяге ходят до Рыбинска и Иванова. Через Ярославль также проходят многие поезда дальнего следования, отправляющиеся с Ярославского вокзала Москвы, помимо этого, город связан со столицей рейсами электропоезда-экспресса.
На Волжской набережной расположено управление Северной железной дороги. С 1946 года в заволжской части города работает детская железная дорога.

### Воздушный транспорт
Аэропорты, обслуживающие город Ярославль: Туношна, Левцово, Карачиха, все они расположены за пределами городской черты. Имеющий статус международного аэропорт Туношна способен принимать суда различных типов, вплоть до Ан-124 «Руслан» и Ил-96-300. Аэропорт Левцово рассчитан на приём таких воздушных судов как Ан-2, Ми-2, Ми-8, однако в настоящее время находится в нерабочем состоянии, его поле используется для проведения различных массовых мероприятий и в качестве автодрома. В аэропорту Карачиха базируется Ярославский аэроклуб, один из старейших в России, здесь начинала свой путь к небу первая женщина-космонавт В. В. Терешкова.

### Водный транспорт

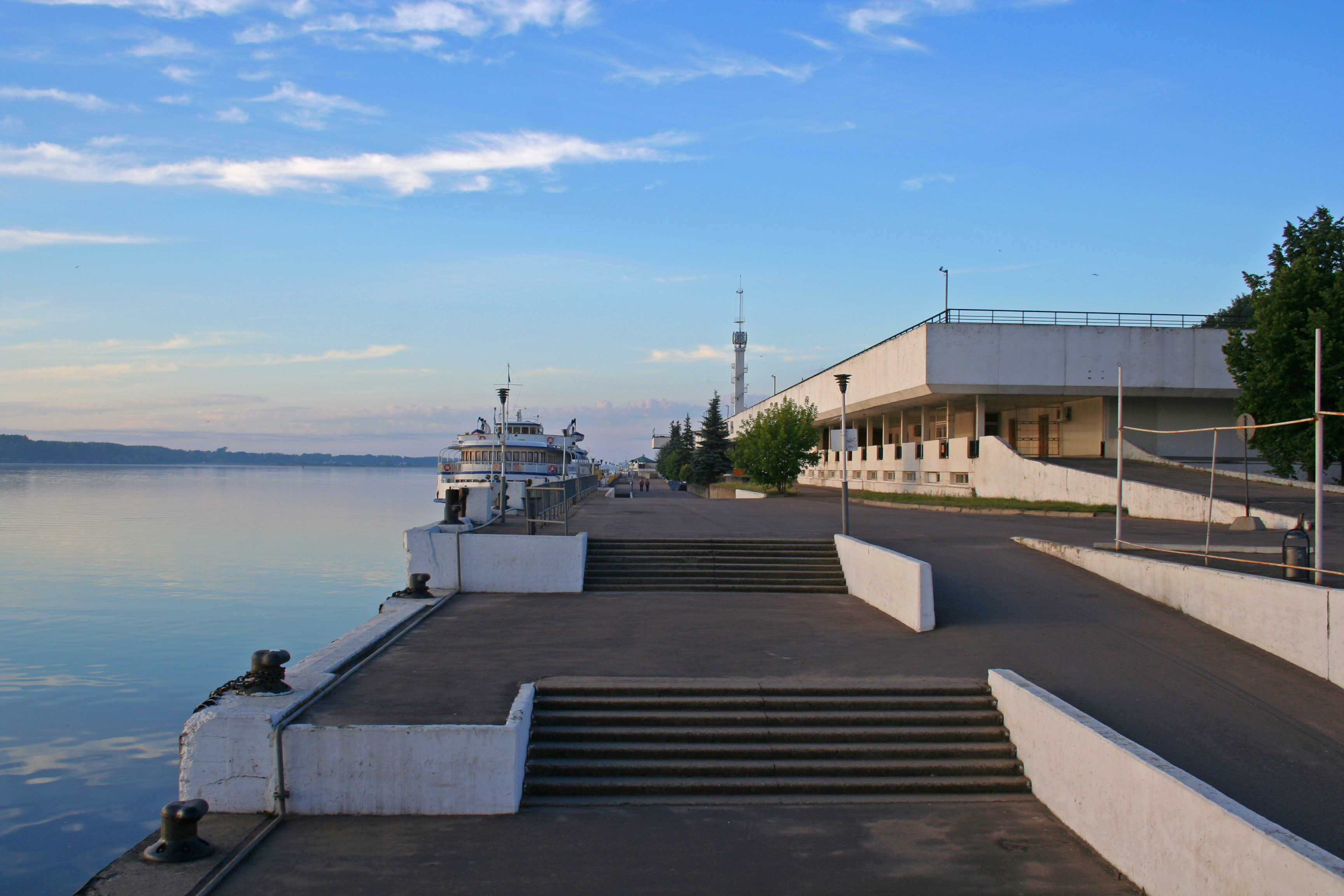
Ярославский речной вокзал (1985) — пример позднесоветского модернизма

В Ярославле имеется речной порт с годовым грузооборотом в 3,5 млн т. Климатические условия позволяют вести судоходство 6 месяцев в году с мая по октябрь. Работает речной вокзал, принимающий круизные суда, делающие остановку в городе, а также обеспечивающий выполнение регулярных рейсов «Метеорами» и речными трамваями в Брейтово, Толгу, Константиново, Вакарево, Новые Ченцы (на 2012 год). Скоростные речные маршруты были все закрыты в послесоветское время, за исключением маршрута Ярославль — Рыбинск — Брейтово, на котором работают два «метеора» Рыбинского пароходства (на 2013 г.).

### Внутригородской общественный транспорт

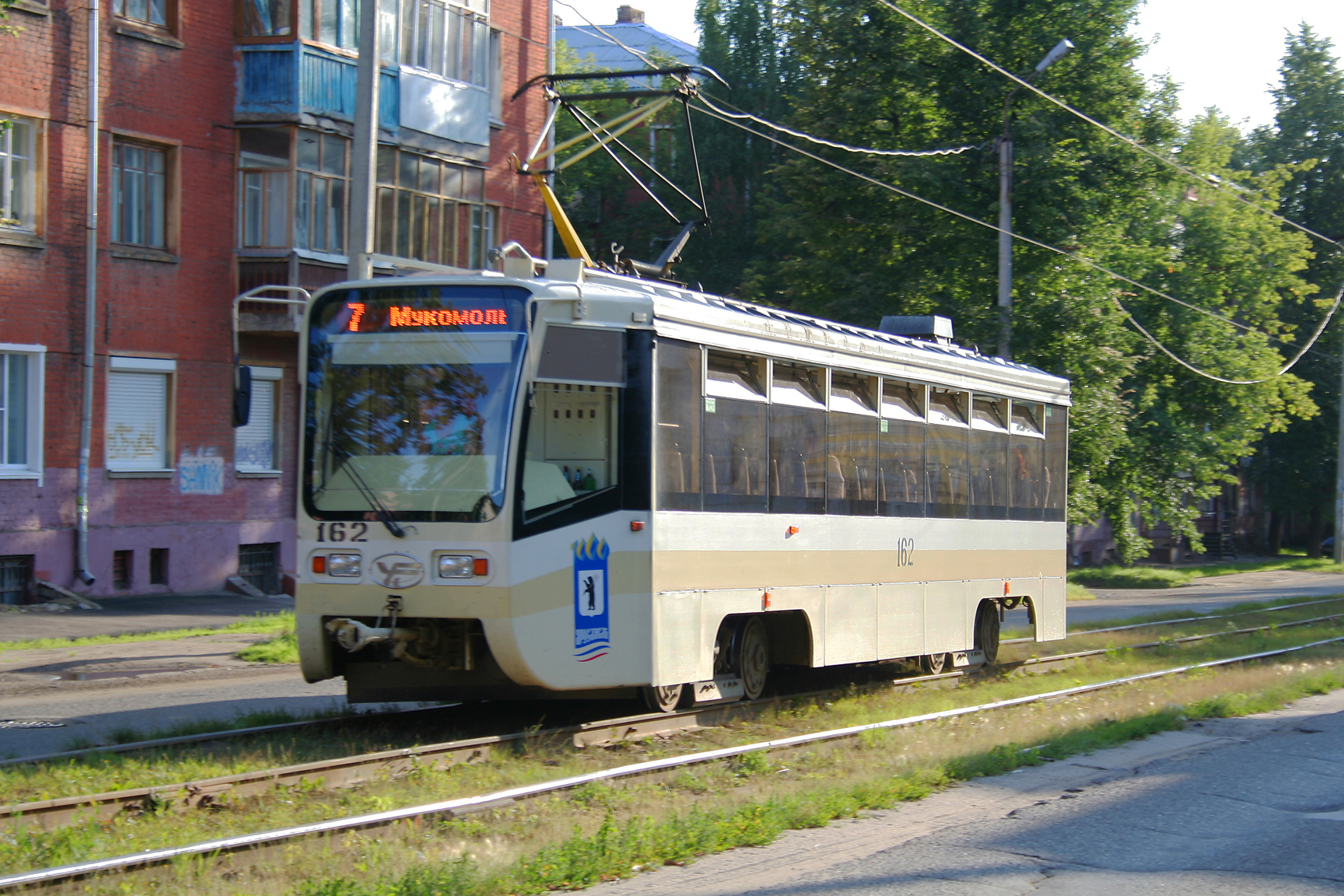
Трамвай в Ярославле

В городе достаточно хорошо развита сеть общественного транспорта. Число человек, перевезённых за год во внутригородском сообщении, составило (млн человек):
|                                | 2007 | 2008 | 2009 |
| ------------------------------ | ---- | ---- | ---- |
| автобусами и маршрутными такси | 65,4 | 64,9 | 74,5 |
| трамваями                      | 24,6 | 19,7 | 16,3 |
| троллейбусами                  | 43,5 | 35,7 | 30,4 |

Трамвайная система города, одна из старейших в России (действует с 1900 года), на 2022 год состоит из четырёх маршрутов. Начиная с 2004 года прослеживается тенденция к сокращению количества линий и депо. В 2006 году трамвайного сообщения лишился Красноперекопский район, а в 2009 — и исторический центр города. Если в начале 2000-х годов выпуск трамвая на линию составлял более 100 вагонов, то по состоянию на 2018 год на линию выходило лишь 43 трамвая. По состоянию на 2022 год ежедневно на линию выходит 45 трамваев.
Также городской электротранспорт представлен троллейбусной сетью (7 маршрутов), работающей с 1949 года. В 2000-х годах троллейбусная сеть также претерпела изменения — была демонтирована линия на НПЗ и по улице Собинова, зато вместо трамвая была построена линия по ул. Б. Октябрьской. Ежедневный выпуск троллейбусов на линию к 2018 году сократился до 84 машин. По состоянию на 2022 год ежедневно на линию выходит 84 троллейбуса.

## Наука
Ярославль является научным центром, в первую очередь ориентированным на прикладные исследования: здесь работает целый ряд научно-исследовательских и проектных институтов. Серьёзная научная деятельность ведётся и в образовательных институтах, в частности, свой вклад в развитие науки вносят Ярославский государственный университет им. П. Г. Демидова, Ярославский государственный технический университет, Ярославский государственный педагогический университет, Ярославская государственная медицинская академия.
Среди научно-исследовательских организаций города — Ярославский филиал Физико-технологического института РАН, Всесоюзный научно-исследовательский и конструкторско-технологический институт асбестовых технических изделий (ВНИИАТИ, работает с 1938 года), Научно-исследовательский институт мономеров для синтетического каучука (НИИМСК, преобразован в 1958 году из завода синтетического каучука), Научно-исследовательский институт технических тканей (НИИТТ), Научно-исследовательский и конструкторский институт по оборудованию для шинной промышленности (НИИШИНМАШ), Научно-производственный Центр по сверхглубокому бурению и комплексному изучению недр Земли (НПЦ «Недра»), Институт проблем хемогеномики и др. В числе проектных институтов Ярославля — «Гипродвигатель», «Ярославгражданпроект», «Резиноасбопроект» и др.

## Средства массовой информации
В Ярославле широко представлены как центральные, так и местные (городские и областные) средства массовой информации.

### Электронные СМИ
Передача телевизионных и радиовещательных сигналов на территории города обеспечивается Ярославским филиалом ФГУП «РТРС». Действует башня областного радиотелевизионного передающего центра на улице Володарского, а также мощная радиотелевизионная передающая станция в посёлке Дубки в 14 км южнее Ярославля.
На всей территории города обеспечивается приём первого и второго мультиплексов цифрового эфирного телевидения России, а также аналогового канала «Солнце». Помимо этого, ряд провайдеров обеспечивает покрытие города кабельным, транслирующим массу российских и зарубежных каналов. Среди них: «Дом.ru», «АТЭЛ» (Заволжский район), «Волна-сервис» (Заволжский район), «Гранат-ТВ» (Заволжский район), «МТС», «Билайн», «Ростелеком». Среди местных телестудий — ГТРК «Ярославия», «Городской телеканал» и «ЯПервый». Действует целый ряд местных радиостанций, обеспечивается вещание некоторых общероссийских радиостанций (см. полный перечень в статье Радиостанции Ярославской области). Работает целый ряд общегородских информационных интернет-сайтов, информационные агентства «Яркуб», «Ярньюс», «76.ru», «Улица Свободы», «Регнум», «Ярновости», «Золотое кольцо», «Ярославский регион», «Именно».

### Печатные СМИ
В городе выходят в свет несколько региональных и местных печатных изданий «Северный край — Ярославский регион», «Караван-Рос», а также официальные печатные органы правительства Ярославской области и мэрии города Ярославля «Документ — Регион» и «Городские новости». Выпускается ряд местных версий общероссийских изданий (например, «Аргументы и факты — Ярославль», «Комсомольская правда — Ярославль» и др.), выходят многочисленные местные издания информационного, развлекательного и рекламного характера. Кроме того, в городе работают собственные корреспонденты «Российской газеты», газет «Труд» и «Трибуна», «Торговой газеты» и «Строительной газеты», регулярно освещающие в своих изданиях жизнь Ярославля и области.

## Социальная сфера

### Образование
В Ярославле представлена вся цепочка получения образования: дошкольное, общее среднее (более ста школ, в том числе ряд специализированных), начальное (около 20 профессиональных лицеев и училищ) и среднее (около 20 колледжей и техникумов, в том числе и негосударственных) профессиональное, высшее (7 государственных и 2 негосударственных вуза, а также более полутора десятков филиалов и ряд представительств) образование, имеются магистратуры и аспирантуры.

Одно из зданий Ярославского государственного педагогического университета имени К. Д. Ушинского

В городе действуют следующие государственные высшие учебные заведения: Ярославский государственный университет имени П. Г. Демидова, Ярославский государственный педагогический университет имени К. Д. Ушинского, Ярославский государственный технический университет, Ярославский государственный медицинский университет, Ярославская государственная сельскохозяйственная академия, Ярославский государственный театральный институт, Ярославское высшее военное училище противовоздушной обороны. Среди негосударственных высших учебных заведений — Международная академия бизнеса и новых технологий, а также ряд филиалов московских вузов. В городе работает Ярославская духовная семинария.
В городе на конец 2008 года имелось 187 дошкольных образовательных учреждений, 22,7 тыс. мест которых занимало 26 тыс. человек, охват детей составлял 78,7 %, что на 0,4 % больше, чем в 2007 году. На начало 2008—2009 учебного года в городе имелось 100 дневных общеобразовательных учреждений, в которых обучалось 48,1 тыс. человек, что на 0,2 тыс. человек меньше, чем в 2007—2008 году. По состоянию на 2010 год в образовательной отрасли было занято около 16 тыс. человек.

### Медицина
В городе действует развитая система муниципальных медицинских учреждений, включая станцию скорой медицинской помощи с филиалами, сеть городских больниц и поликлиник (в том числе детских). Работает ряд специализированных учреждений — несколько стоматологических поликлиник, физиотерапевтическая поликлиника, физкультурный диспансер, женские консультации, родильные дома, медицинские диспансеры, станция переливания крови, хоспис. Развивается и частная медицина.
По статистическим данным, в 2008 году в городе работал 5401 врач (89,1 на 10 000 человек населения, что на 0,6 меньше, чем в 2007 году); средний медицинский персонал составил 6918 человек (114,1 на 10 000 человек населения, что на 7,6 меньше, чем в 2007 году); работало 27 больничных учреждений с 9 тыс. коек (149,2 на 10 000 человек населения, что на 0,8 меньше, чем в 2007 году), 83 врачебных амбулаторно-поликлинических учреждений с 17,3 тыс. посещений в смену (285,6 на 10 000 человек населения).

### Преступность
Несмотря на положительные сдвиги в сфере охраны общественного порядка и падение количества правонарушений во второй половине первого десятилетия XXI века, криминогенная обстановка в городе остаётся сложной. Уровень преступности на территории областного центра заметно превышает средний по области. Показатели уровня преступности по городу приведены в следующей таблице:
|                                        | 2006  | 2007  | 2008  |
| -------------------------------------- | ----- | ----- | ----- |
| Число зарегистрированных преступлений  | 20197 | 16438 | 13291 |
| Выявлено лиц, совершивших преступления | ?     | 4256  | 4084  |

В Ярославле расположен следственный изолятор «Коровники», основанный ещё в начале XIX века. В микрорайоне Резинотехника Заволжского района Ярославля находятся две исправительные колонии общего режима: ФКУ ИК № 1 (старое название ЮН-83/1) на ул. Хлебной, в которой отбывают наказание порядка 1500 осуждённых, и ФКУ ИК № 8 (старое название ЮН 83/8) на ул. Колышкина с количеством осуждённых порядка 1700 человек (включая 60 мест в колонии-поселении). 

## Культура

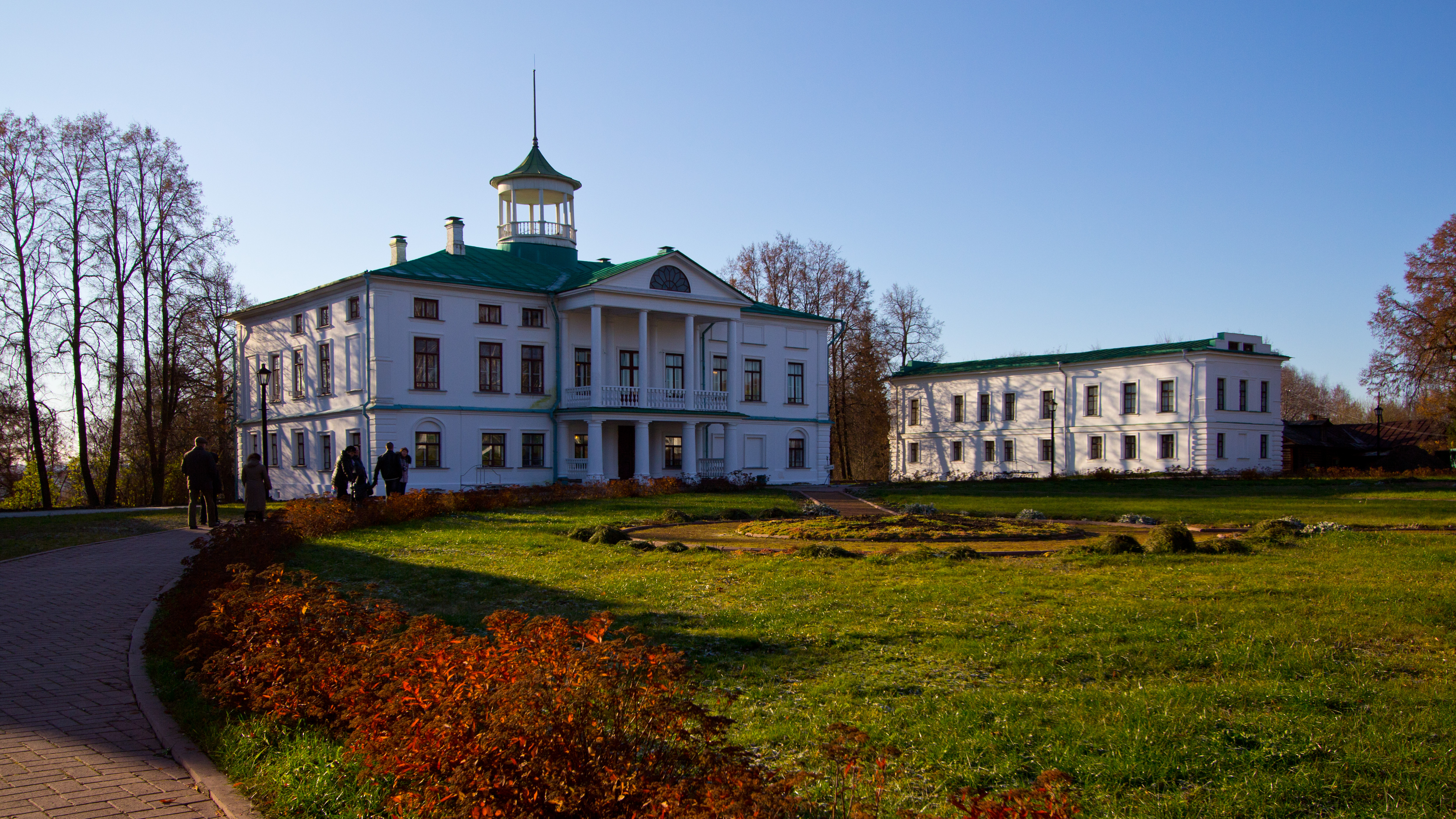
Музей-заповедник Н. А. Некрасова в бывшей голицынской усадьбе Карабиха под Ярославлем

Значительную известность город получил как родина старейшего отечественного театра — Российского академического театра драмы им. Ф. Волкова. Своим рождением театр, основанный в 1750 году, обязан актёру и режиссёру Фёдору Волкову. Также в Ярославле действуют Ярославский государственный театр кукол, Ярославский государственный театр юного зрителя, Ярославский камерный театр, театр-студия «Странник», ряд любительских театральных коллективов. Действует Ярославская государственная филармония, располагающая Концертным залом имени Л. В. Собинова с большим концертным органом, ведущий коллектив филармонии — симфонический оркестр (ЯАГСО).

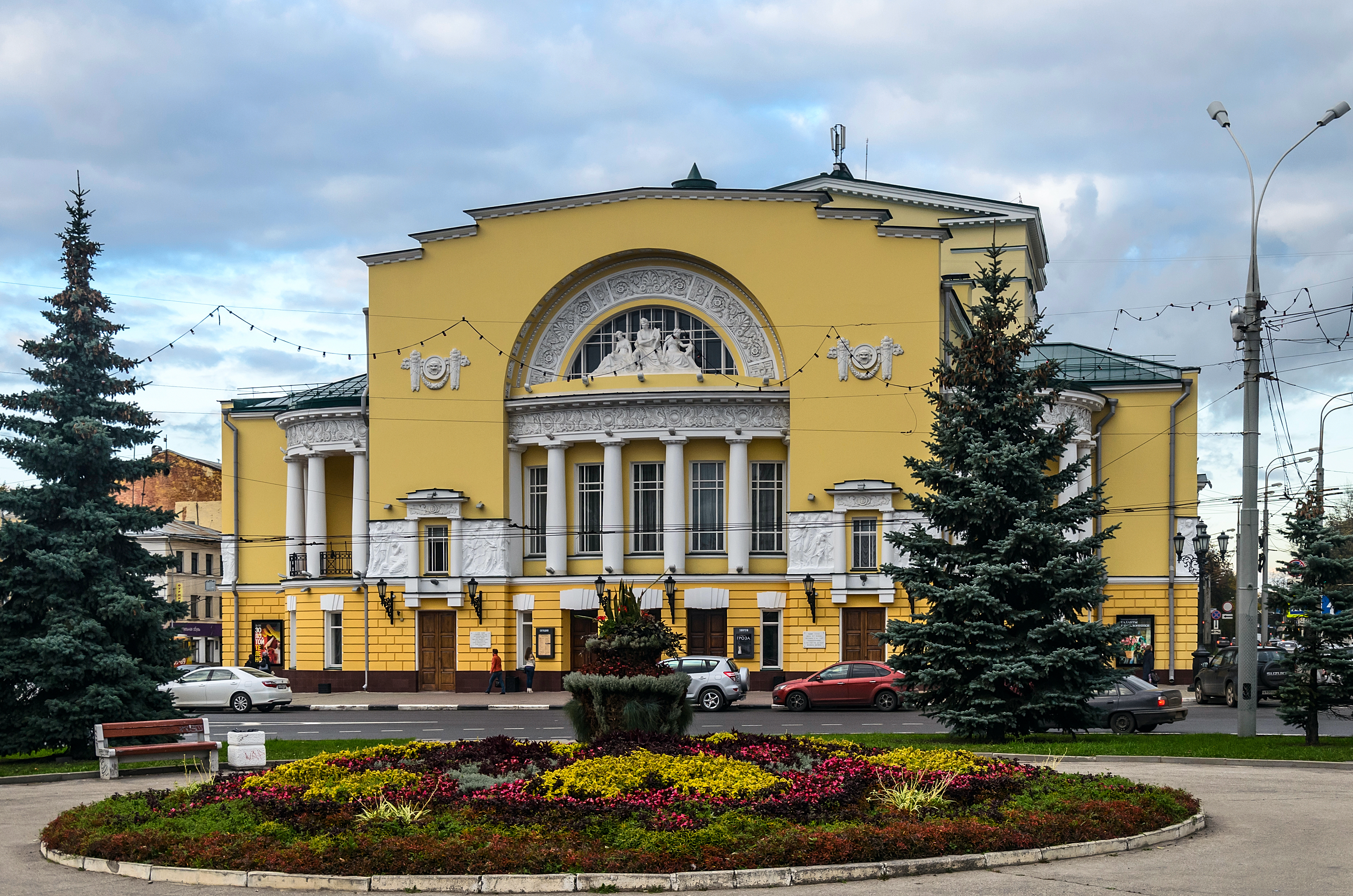
Здание Российского академического театра драмы им. Ф. Волкова

В городе функционирует цирк, планетарий (официально Культурно-просветительский центр им. В. В. Терешковой), несколько детских школ искусств, целый ряд домов и дворцов культуры, сеть кинотеатров (в том числе многозальные кинотеатры, входящие в сети «Синема Стар», «Киномакс»). На территории областного центра имеется несколько парков культуры и отдыха (в том числе Парк 30-летия Победы, Петропавловский, «Тверицкий бор», развлекательный остров «Даманский» и др.). В 2008 году открылся и активно развивается зоопарк.
Библиотечная деятельность в городе ведётся Централизованной библиотечной системой г. Ярославля (в её состав входят Центральная библиотека им. М. Ю. Лермонтова, а также 15 филиалов, в том числе один юношеский), и Централизованной системой детских библиотек г. Ярославля (Центральная детская библиотека им. Ярослава Мудрого, а также 14 филиалов). Действует Ярославская областная универсальная научная библиотека им. Н. А. Некрасова (фонды на 1 января 2010 года составляли более 2,7 млн экземпляров).
Основные музейные учреждения Ярославля — Государственный историко-архитектурный и художественный музей-заповедник (включает Спасо-Преображенский монастырь, Церковь Ильи Пророка и ряд других православных храмов, Мемориальный дом-музей Л. В. Собинова, Музей боевой славы), Музей истории города Ярославля (в том числе Мемориальный дом-музей М. Богдановича и Городской выставочный зал им. Н. Нужина), а также Ярославский художественный музей (в его состав входят Губернаторский дом, Губернаторский сад, Митрополичьи палаты). Действуют частные музеи: музей музыкальных инструментов «Музыка и время», музей современного искусства «Дом муз», «Музей занимательных наук Эйнштейна». В конце 2018 года в Доме общества врачей открылся частный музей фарфоровой миниатюры (коллекция местного предпринимателя Вадима Орлова). В начале января 2019 года ещё один частный музей открыл свою экспозицию — музей фотографии, основанный на базе коллекции и действующей аналоговой фотолаборатории ярославского фотографа Владимира Дорофеева. 

### Культурные мероприятия
С 1981 года раз в два года в городе проходит старейший в России джазовый фестиваль «Джаз над Волгой». Ежегодно проводятся международный фестиваль музыки и колоколов «Преображение», международный Волковский театральный фестиваль, Ярославский международный фестиваль народных хоров и ансамблей и Международный музыкальный фестиваль Юрия Башмета.
С 1980 по 2001 годы в городе проводился ежегодный оперный фестиваль имени Леонида Витальевича Собинова.
С 1997 года каждые два года в январе проводится Международный фестиваль органной музыки имени Леонида Ройзмана.

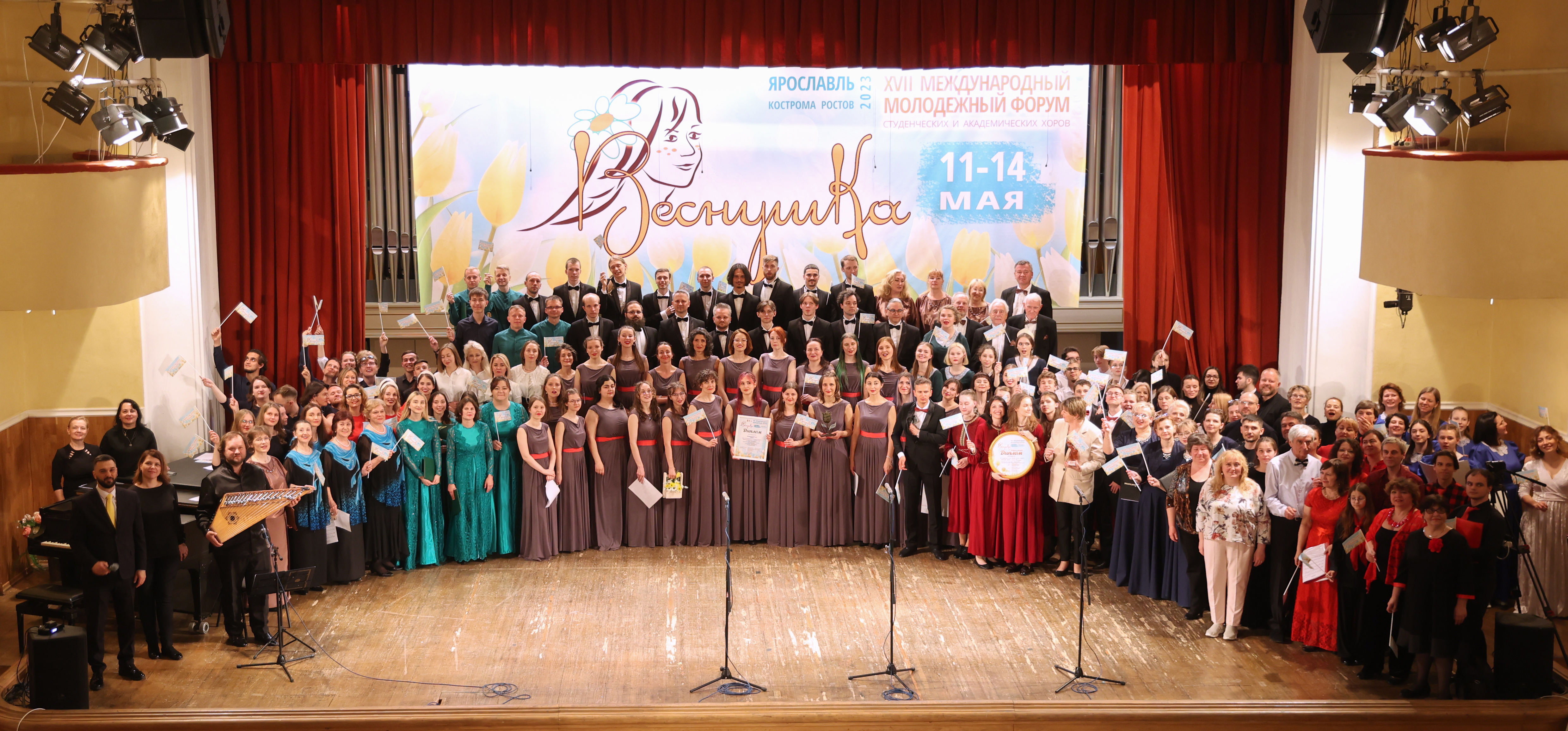
Хоровой форум «Веснушка» в Ярославле

С 2006 года Ярославль стал местом ежегодного проведения Хорового форума студенческих и академических хоров «Веснушка», а с 2008 года в городе проходит ежегодный фестиваль идей «Архитектура движения», имеющий целью поиск направлений и концепций развития города в современном контексте.
С 18 по 23 мая 2007 года в Ярославской области состоялись Шестые молодёжные Дельфийские игры России «Великие даты. Великие люди». Игры были приурочены к началу празднования 1000-летия Ярославля и посвящены знаменательным событиям эры освоения человеком космического пространства.
В 2010 году был впервые проведён и проводится поныне рок-фестиваль «Доброфест». Местом проведения фестиваля является аэродром «Левцово».
С 2018 года в городе проводится Международный конкурс вокалистов им. Л. В. Собинова.

## Религия

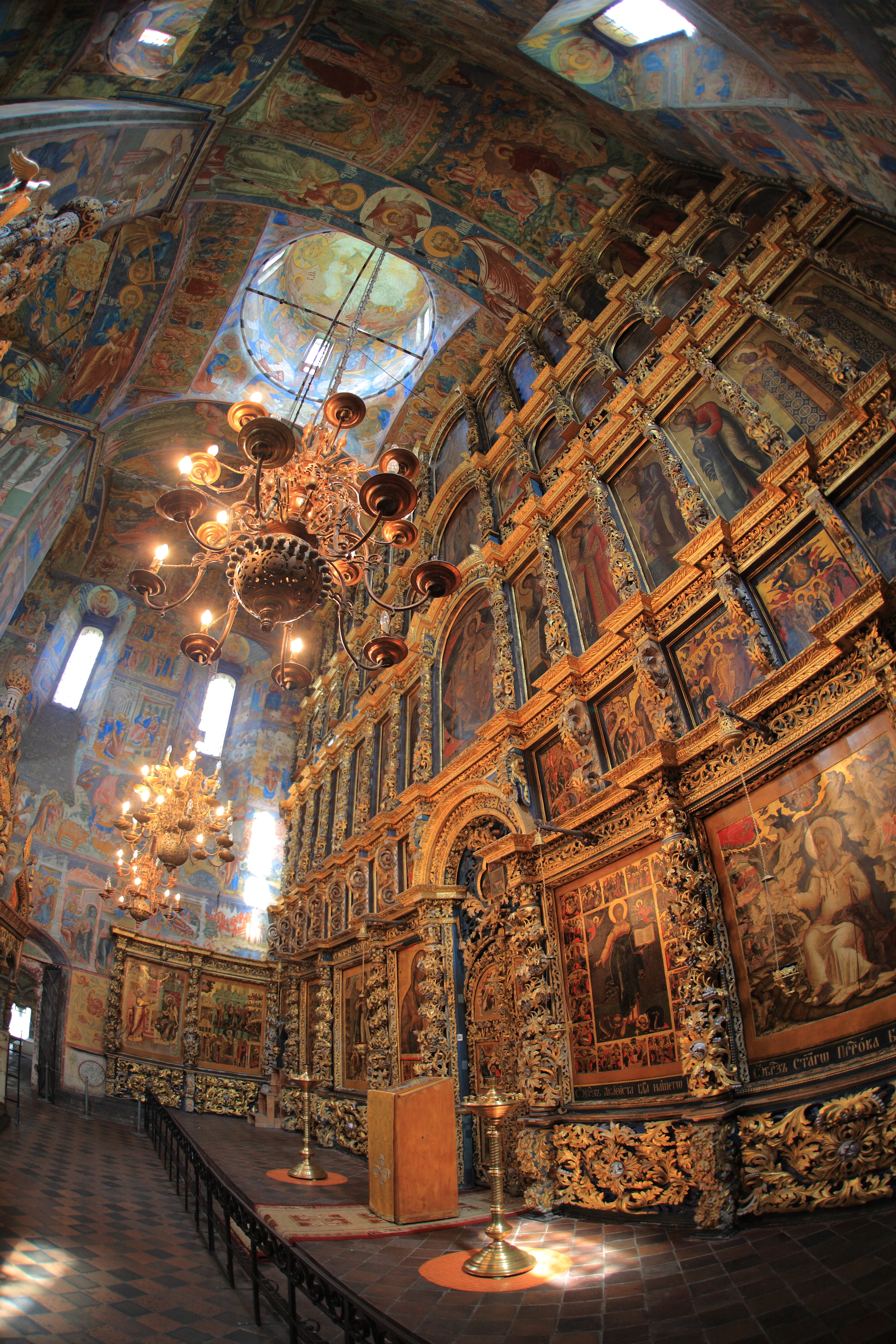
Интерьер церкви Ильи Пророка в Ярославле

Крупнейшая религиозная конфессия города — православные христиане. Действующие православные приходы Ярославля относятся к Ярославской и Ростовской епархии Русской православной церкви Московского патриархата. Ярославль — древний центр русского православия: возраст епархии составляет уже больше тысячи лет. Ярославский городской округ епархии на середину 2010 года включал 28 храмов, в том числе Феодоровский кафедральный собор. С 1747 года (с перерывом на 1918—2006 годы) в городе работает Ярославская духовная семинария.
В районе Коровников были традиционно сильны позиции старообрядцев; именно им передана знаменитая церковь Иоанна Златоуста. Она восстанавливается как второй кафедральный собор Костромской и Ярославской епархии.
Другие ветви христианства представлены лютеранской (действует кирха постройки 1845—1849 годов) и католической (богослужения проводятся на квартире, хотя дом Чарышникова, где до революции находилась домовая церковь католиков, сейчас пустует и разрушается) общинами,  а также местной религиозной организацией евангельских христиан-баптистов «Благая Весть».
Основной центр мусульманской общины города — Ярославская соборная мечеть, возвращённая верующим в 1991 году. К столетию здания мечети, отмечавшемуся в 2010 году, был осуществлён его капитальный ремонт, причём средства на это были выделены президентом Чечни Рамзаном Кадыровым.
Также в городе действует синагога «Бейт Аарон» с общиной «Ор Ицхак», расположенная в здании, построенном в 1916—1924 годах. Буддийская община «Сангъе Чхо Линг» («Место Учения Пробуждённого») существует с 2005 года, получила государственную регистрацию в качестве религиозной организации в 2014 году.

## Архитектура
Ярославль — один из немногих провинциальных городов России, в застройке которого представлены все магистральные направления русской архитектуры XVI—XX веков. Исторический центр города, на территории которого располагается 140 памятников архитектуры, с 2005 года является одним из 24 объектов Всемирного наследия ЮНЕСКО в России по критериям II — застройка центра Ярославля, сложившаяся в XVII—XVIII веках (радиальный городской план, церкви и гражданские строения) является выдающимся примером взаимного культурного и архитектурного влияния между Западной Европой и Россией, и IV — выдающийся пример градостроительной реформы императрицы Екатерины Великой, осуществлявшейся по России между 1763 и 1830 годами.

### Планировка, градостроительство

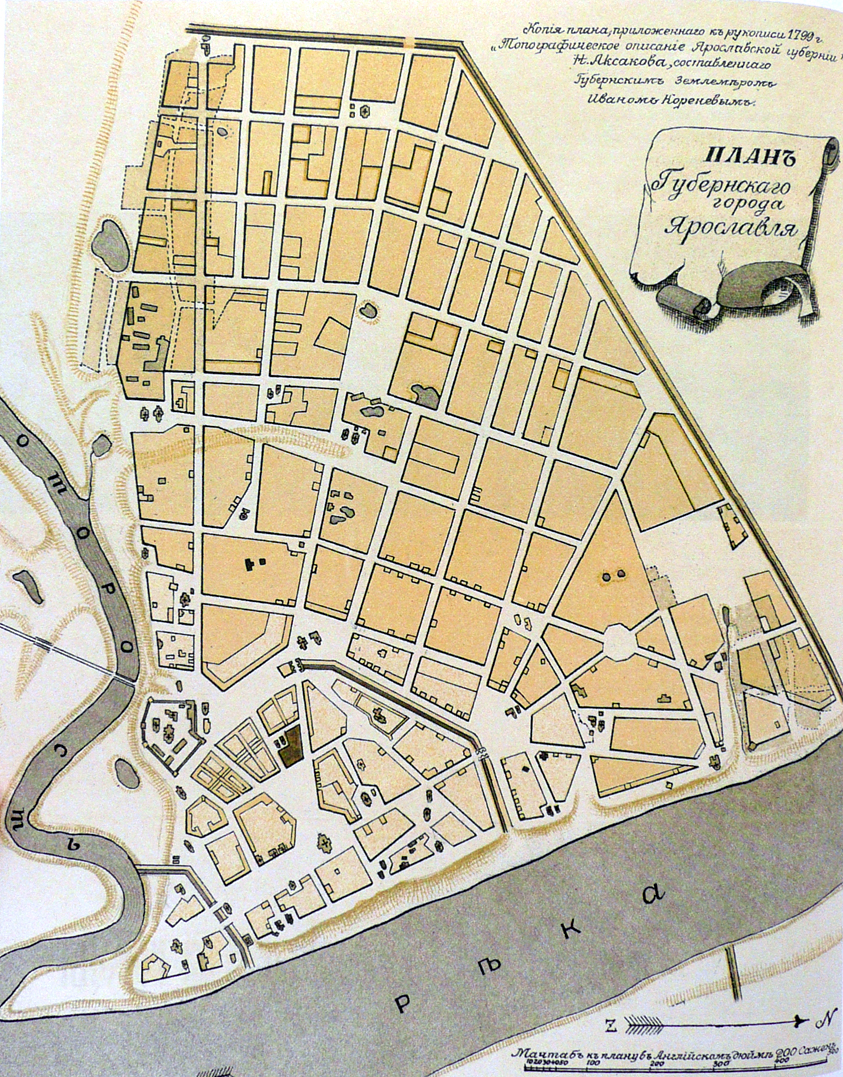
Регулярный план Ярославля (1799)

Современная планировка центра Ярославля начала складываться в конце XVIII века, с началом воплощения регулярного плана, подготовленного, вероятно, И. Е. Старовым и одобренного в 1778 году Екатериной II. Ранее, в 1769 году императрица уже утверждала другой регулярный план города, но он вызвал недовольство у местного купечества и воплощения не получил. В основе плана застройки лежали элементы лучевой и полурадиальной планировки с улицами, направленными в сторону важнейших архитектурных доминант — церквей, башен, при этом улицы в целом повторяли направления старых средневековых проездов. Текст регулярного плана, в частности, гласил:

«В Земляном городе, в набережной по Волге реке, против Рубленого города и вокруг главной площади, строить домы каменные, сплошные, вышиною в шестнадцать аршин, в три этажа… В прочих кварталах Земляного города строить каменные… в два этажа, вышиной в десять аршин… За Земляным городом, на местах, прикрытых красною краской, полагается каменное строение в два этажа… По берегу реки Которосли, по Угличской дороге, по Романовской дороге, около площадей — деревянные строения на каменном фундаменте… Крышу крыть на каменном — железом и черепицей…»

Центром планировки посада стала церковь Ильи Пророка, около неё была создана Ильинская площадь, на которой были построены административные здания, также были устроены Плацпарадная (Демидовский сквер) и Соборная (ныне Челюскинцев) площади. Центральная часть города застраивалась зданиями в стиле классицизма, формировались кварталы рядовой застройки, была обустроена набережная Волги.

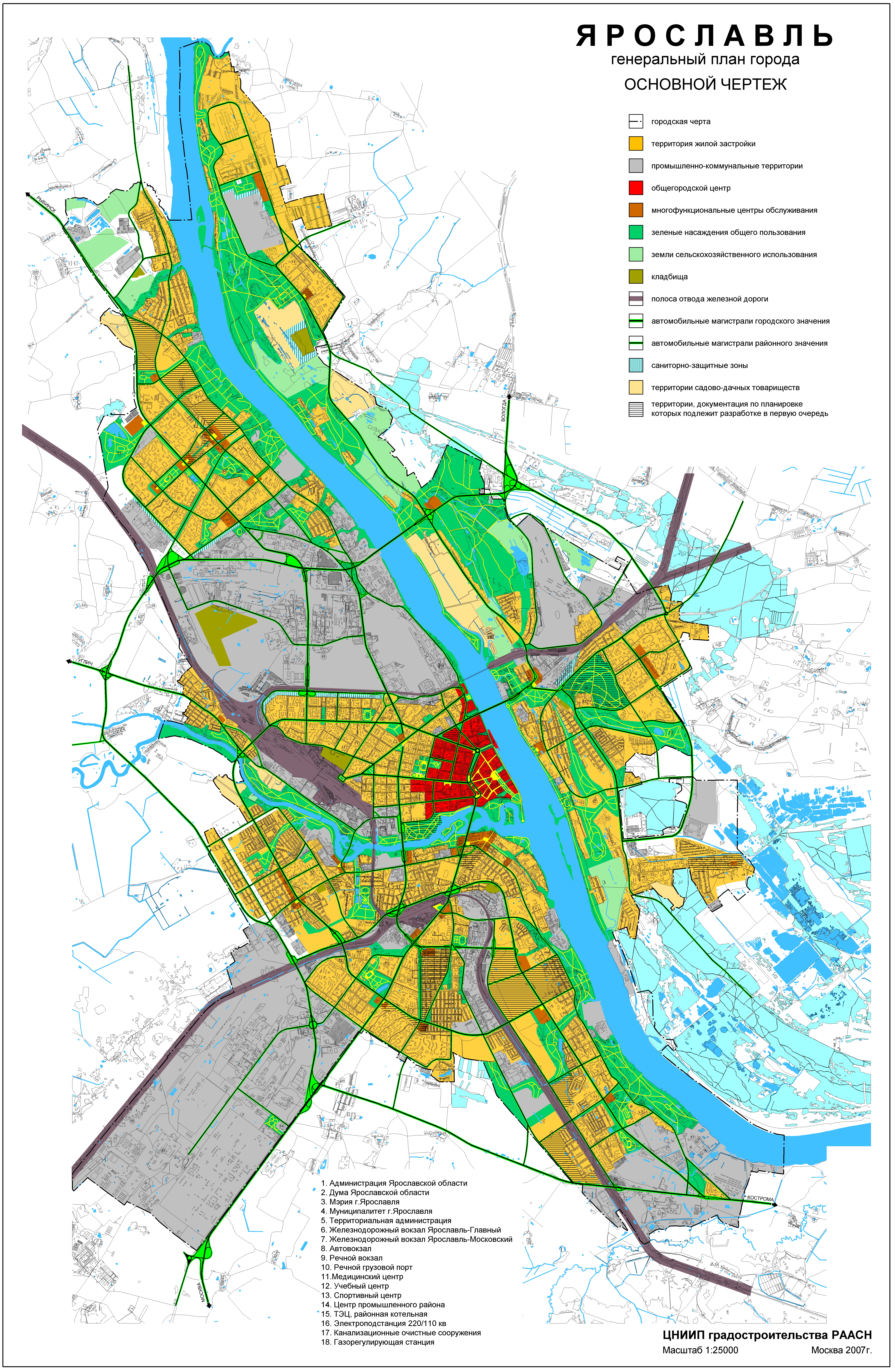
Основной чертёж действующего Генерального плана города

В годы советской власти (1936—1937 годы) под руководством архитектора Л. А. Ильина был подготовлен новый генплан развития города, который предусматривал развитие исторически сложившейся планировки и возведение крупных жилых массивов к западу от исторического центра, на левом берегу Волги и за Которослью. Город получил целые кварталы жилых и культурно-бытовых зданий. В 1971 году был принят очередной генплан (институт «Ленгипрогор», архитектор Г. А. Бобович и др.), предусматривавший освоение значительных территорий на север от центра вдоль правого берега Волги и в Заволжье, строительство крупных жилых массивов (Брагино, Красный Бор).
В 2006 году муниципалитетом был принят генеральный план города, действующий по сей день. Генплан предусматривает освоение незанятых площадей во Фрунзенском, Дзержинском и Заволжском районах города, реконструкцию кварталов с ветхим жильём, застроенных в середине XX века, развитие общественно-деловых зон во всех районах. В целях сохранения исторического ядра упор должен делаться на вынесение «зон обслуживания» в периферийные районы, на вынесение транспортных потоков из центра. Предусмотрено продолжение строительства обхода центральной части города по юго-западной окружной дороге, возведение третьего автомобильного моста через Волгу (в юго-восточной части города), а также строительство автодорожных развязок. Намечена серьёзная реконструкция инженерных сетей, коммуникаций. В 2008 году генеральный план был отчасти изменён.
Ярославль не обошли стороной негативные тенденции российского градостроительства постперестроечного периода: серьёзное беспокойство жителей вызывает точечная застройка дворов в старых районах, уничтожение зелёных зон, разрушение исторических строений под видом их «реконструкции». Серьёзную полемику вызвало «воссоздание» на Стрелке Успенского собора, разрушенного в 1937 году: построенный храм по высоте значительно превышает историческое строение. Представители ЮНЕСКО высказывали опасение в связи с тем, что это строительство, ведущееся в самом центре охранной зоны, может исказить исторический облик города. Также специалисты обращали внимание на тот факт, что ряд объектов, построенных к 1000-летию Ярославля (новый мост через Которосль, гостиница в Первомайском переулке и др.), нанёс ущерб исторической среде города.

### Памятники архитектуры
Каменное строительство велось в Рубленом городе и Спасо-Преображенском монастыре ещё в домонгольскую эпоху; единственным напоминанием об этом ныне служат очищенные от штукатурки фрагменты домонгольской кладки в апсидной части церкви Ярославских Чудотворцев. Строительные работы возобновились с присоединением города к Московскому государству в царствование Ивана III. Этим временем датируется трёхглавый собор Спасо-Преображенского монастыря с уникальным ансамблем стенописи грозненского времени и по-средневековому суровая монастырская трапезная.

Наиболее значительные приходские храмы
- Церковь Богоявления (1693)

В XVII веке архитектура Ярославля даже в большей степени, чем других городов Верхневолжья, сохраняет и развивает архаические черты традиционной церковной архитектуры, чуждые «огненному стилю» московского узорочья. Состоятельные прихожане возводят на собственные средства десятки каменных четырёхстолпных храмов, типологически напоминающих древнерусские соборы более раннего времени, с затейливо расположенными приделами и галереями, а также крупным выразительным луковичным пятиглавием.
До революции ярославские храмы славились своим внутренним убранством — богатством церковной утвари, резными золочёными иконостасами петровской эпохи, редкостным подбором старинных икон и колоколов. Несколько поколений ярославских изографов, вдохновлявшихся сюжетами «Лицевой Библии» Пискатора, покрыли внутренние стены ярославских храмов декоративными полосами динамичной фресковой живописи с яркими красками и повествовательным уклоном. Почти в каждом приходе имелась отдельно стоящая колокольня, шатровая или ярусная; их вершины придавали городу неповторимый «зубчатый» силуэт.
Помимо культового зодчества, «золотой век» Ярославля оставил по себе крепкие монастырские стены, несколько массивных башен, памятники гражданского зодчества — такие как Митрополичьи палаты. В памятниках этой эпохи стремление к верности заветам православных предков сочеталось с освоением заимствований из столицы, Западной Европы и даже Средней Азии. Произведения ярославской архитектуры XVII века стали лебединой песней древнерусского зодчества и послужили одним из основных источников русского стиля 2-й половины XIX века.

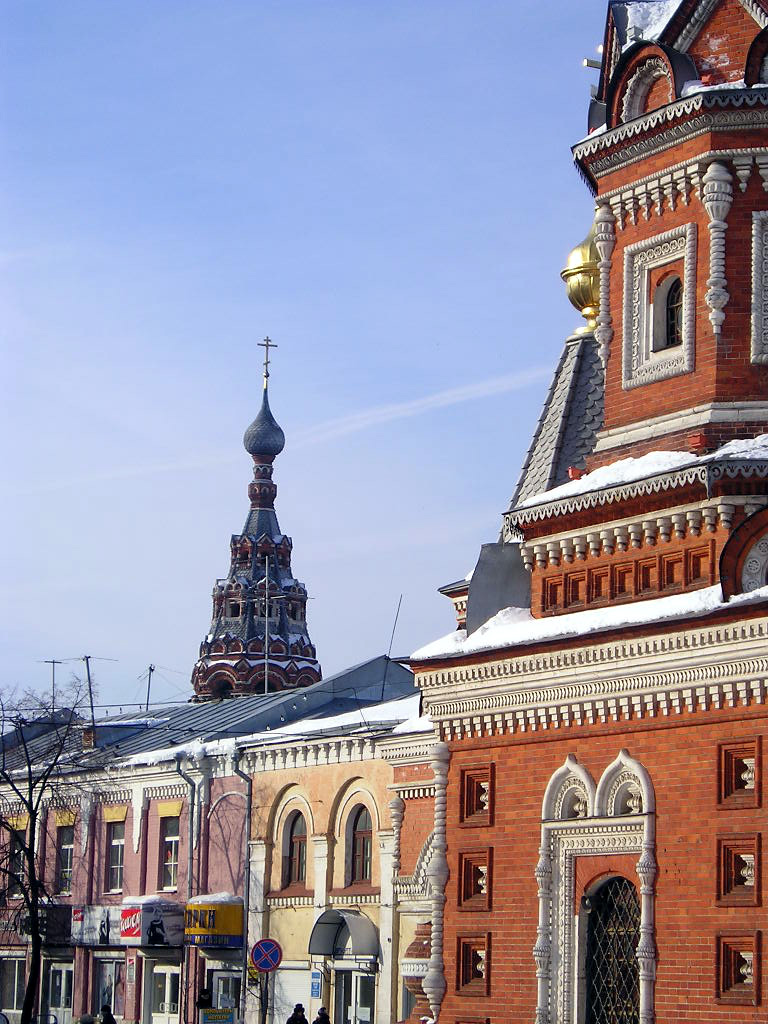
Высокая сохранность историко-архитектурной ткани центра города обеспечила ему место в списке памятников Всемирного наследия

В правление Петра I привычные для ярославцев шатровые колокольни сменяются ярусными, происходит отказ от четырёхстолпия и крупного пятиглавия, церкви начинают на московский манер строиться кораблём. В город проникает эстетика барокко в таких своих проявлениях, как московское (больничная церковь Толгского монастыря), петербургское (церковь Петра и Павла в усадьбе Затрапезновых), украинское (церковь Пятницы в Калашной), растреллиевское (дом Вахрамеева). Начинается строительство промышленных предприятий.
Рядовая городская застройка формируется после перепланировки городского центра в царствование Екатерины II. Храмы более раннего периода служат в ней градостроительными доминантами, на которых замыкаются основные улицы. К числу жемчужин провинциального классицизма относятся такие разнообразные по назначению постройки и сооружения, как присутственные места, гостиный двор, Семёновский мост, беседка Некрасова, Демидовский столп.
Многие из зданий эпохи классицизма спроектировал местный архитектор П. Я. Паньков.
Вторая половина XIX и начало XX веков оставили на территории города ряд зданий, выстроенных в русском стиле (культовые постройки Н. И. Поздеева, здания бывшей глазной лечебницы, художественного училища и т. д.), в стиле неоклассицизма (дом Рожкова, здание театра Волкова) и модерна (дом Кнопфа, отель «Бристоль», кинотеатр «Горн», пожарная каланча 1911 года).
После прихода Советской власти акцент в строительстве сместился на многоквартирные жилые дома. В довоенные годы строятся конструктивистские «соцгородки», «дома с арками», позднее стилистика возводимых зданий обретает черты сталинского неоренессанса. Во второй половине XX века набирает размах массовое жилое строительство; среди немногих примечательных объектов этого периода можно отметить комплекс Речного вокзала с часовой башней и здание Обкома КПСС. Параллельно шёл процесс уничтожения культовых строений: за годы советской власти Ярославль утратил не менее 30 церквей, по большей частью допетровской постройки.

### Памятники монументального искусства
На улицах и площадях Ярославля стоит целый ряд памятников и монументов, среди которых Демидовский столп, памятник Фёдору Волкову, памятник Николаю Некрасову, памятник Ярославу Мудрому, памятник жертвам белогвардейского мятежа и др. К празднику тысячелетия города на Стрелке у места слияния Волги и Которосли возведён массивный памятник 1000-летию Ярославля, который, по мнению градозащитников, перекрыл исторический вид из центра города на храмовый ансамбль в Коровниках. В июне 2018 года при въезде в город была открыта 10-метровая стела в форме щита с надписью «Ярославль», внутри которого — силуэт церкви Иоанна Предтечи, одной из визитных карточек города.

## Спорт

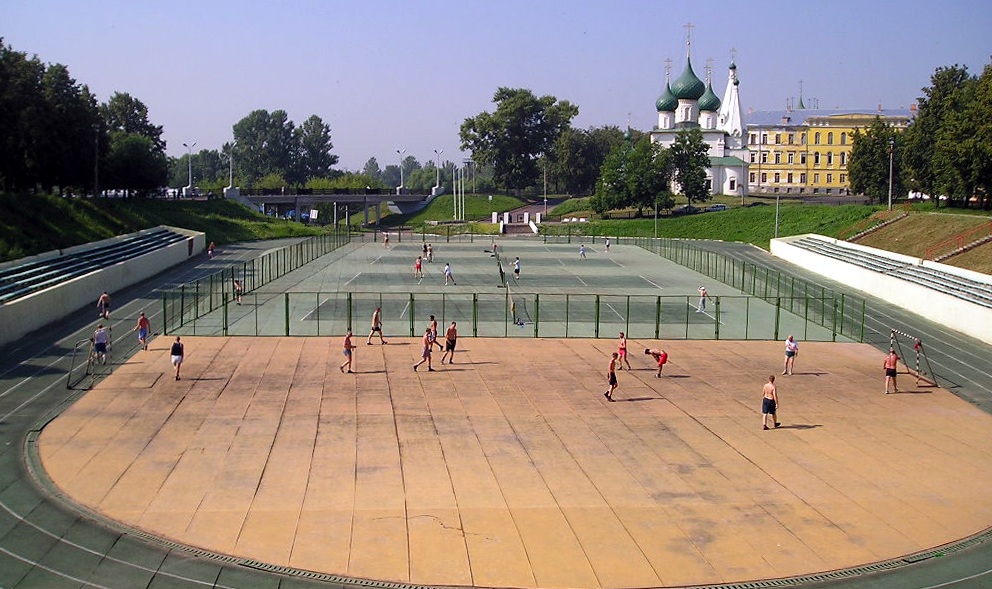
Ярославский «Медвежий овраг» (на снимке) облюбовали любители футбола, «Заячий овраг» — любители большого тенниса. «Овраги», выровненные остатки оборонительных рвов вокруг Кремля (Рубленого города, Малого города), расположены от Арсенальной башни на Волге до церкви Николы Рубленый город на Которосли

Ярославль — город с давними спортивными традициями, здесь активно развивается профессиональный спорт. В частности, хоккейный клуб «Локомотив», трёхкратный чемпион России (1997, 2002, 2003), обладатель Кубка Гагарина (2025), представляет город в Континентальной хоккейной лиге. В Футбольной национальной лиге выступает городская команда «Шинник» (в 1990-е и 2000-е выступала в высшем дивизионе, дважды доходила до полуфинала Кубка России). В Суперлиге чемпионата России по волейболу среди мужчин город представлен командой «Ярославич». В 2011 году был создан регби-клуб «Флагман», с 2013 года выступающий в дивизионе «Центр» Федеральной лиги. В 2013 году в городе создана первая команда по американскому футболу «Rebels» («Бунтари»), принимающая участие в чемпионате России.
Серьёзное развитие получил массовый спорт, с 2006 года реализуются городские целевые программы по развитию физкультуры и спорта (в их рамках были открыты 8 физкультурно-оздоровительных комплексов, 2 крытых катка с искусственным льдом, легкоатлетический манеж, 12 мини-футбольных полей с искусственным покрытием). Среди спортивных сооружений, действующих в городе, — стадион «Шинник», культурно-спортивный комплекс «Арена 2000», стадион «Славнефть», спортивно-оздоровительный комплекс «Атлант», стадион «Спартаковец», несколько бассейнов, легкоатлетический манеж. Функционирует целый ряд детско-юношеских спортивных школ, спортивных клубов, а также множество спортивных секций при образовательных учреждениях.
В 2003 году в городе прошёл чемпионат мира по хоккею с шайбой среди юниоров.

## Международные отношения
Список городов-побратимов Ярославля в порядке подписания договора о сотрудничестве:
- Пуатье (фр. Poitiers), Франция (1970)
- Палермо (итал. Palermo), Италия (1998)
- Нанкин, Китай (2012)
- Сан-Рамон[исп.] (исп. San Ramón), Коста-Рика (2013)[262]
- Либерия (исп. Liberia), Коста-Рика (2013)[262]
- Бургас (болг. Бургас), Болгария (2016)[263]
- Дубница-над-Вагом (словац. Dubnica nad Váhom), Словакия (2016)[264]

В зале заседаний мэрии Ярославля вывешены флаги всех стран, в которых у Ярославля имеются города-побратимы, а также флаг Евросоюза.
В Ярославле есть дома дружбы «Ярославль-Пуатье» и «Ярославль-Эксетер», а также общества дружбы с Францией, Германией, США, Ханау и Эксетером. Ярославль является участником следующих международных организаций и соглашений:
- Международная Ассамблея столиц и крупных городов СНГ;
- Евро-азиатское региональное отделение Всемирной организации «Объединённые города и местные власти»;
- Соглашение о сотрудничестве между городами-участниками Собора древнейших городов Беларуси, России и Украины.

В 2003 году город получил флаг ЕС за развитие международных отношений. Одна из улиц Коимбры названа «Rua Cidade de Yaroslav» в честь Ярославля.
Из российских городов Ярославль имеет соглашение об экономическом и социально-культурном сотрудничестве с Петрозаводском (подписано в 2003 году). Также появился протокол о намерениях в сотрудничестве с городом Злин и Цзюцзян.
В 2022 году Берлингтон (США), Кассель и Ханау (Германия), Эксетер (Великобритания), Йювяскюля (Финляндия) и Коимбра (Португалия) приостановили сотрудничество с Ярославлем из-за вторжения России на Украину.

## Ярославль в искусстве
...Не знаю, прав ли я, не прав ли,

Не по указке я люблю.

За то, что вырос в Ярославле,

Свою судьбу благословлю!
С дореволюционным Ярославлем связано творчество таких литераторов, как В. И. Майков, Н. А. Некрасов, Л. Н. Трефолев, М. А. Кузмин; каждый из них посвятил городу стихи. Под городом расположена усадьба Некрасова «Карабиха», где каждое лето проводится праздник поэзии. Среди поэтических произведений о Ярославле — стихотворения «Городок» Некрасова (отрывок из поэмы «Несчастные», 1856), «На Волге» Л. Собинова (1929), «Я знаю вас не понаслышке…» М. Кузмина, «Ты проходишь походкой плавной…» Л. Ошанина (1973), старинная народная песня «Ах ты, батюшка, Ярославль город!» и др.
С Ярославлем связано действие романов «Война и мир» Л. Н. Толстого и «Два капитана» В. Каверина; на Волжской набережной туристам даже показывают дом Болконского. Город упоминается во второй части «Робинзона Крузо» Д. Дефо, а в его окрестностях Михаил Кузмин поместил действие повести «Крылья». Из западных писателей в Ярославле бывали Александр Дюма-отец и Жан-Поль Сартр.

Ярославль в живописи XIX века
- «Паперть церкви Иоанна Предтечи в Толчкове» В. В. Верещагина

Ярославль — крупнейший центр провинциальной портретной живописи XVIII—XIX веков; только в местном музее можно увидеть портреты кисти Николая Мыльникова и Дмитрия Коренева — художников, которых широкой публике открыл Савва Ямщиков. Город эпохи классицизма изображён на многочисленных пейзажных акварелях И. М. Белоногова и П. П. Свиньина. В Карабихе подолгу работал анималист Н. Е. Сверчков.
В Ярославле снимался ряд фильмов и телесериалов, в том числе «Афоня» кинорежиссёра Георгия Данелия (1975) — в городе установлен памятник главным героям картины. Также среди фильмов и сериалов, снимавшихся в Ярославле: «Чистое небо» Г. Чухрая, «Женщины» П. Любимова, «Большая перемена» А. Коренева, «Экипаж» А. Митты, «Вор» Павла Чухрая, «Доктор Живаго» А. Прошкина, эпизоды фильмов Георгия Данелии «Тридцать три» и «Кин-дза-дза!», сериал Ж. Крыжовникова «Слово пацана. Кровь на асфальте». В городе живёт и работает лауреат премии «Оскар», член Американской киноакадемии А. К. Петров. В Знаменской башне с начала 1960-х действует народная киностудия Рэма Юстинова «Юность».
К 1000-летию Ярославля в 2010 году был снят фильм «Ярослав. Тысячу лет назад».

## Нумизматика и филателия
В 2010 году Банк Ниуэ по заказу Банка России выпустил в обращение памятные монеты из серебра номиналом 1 доллар «1000 лет Ярославлю — Церковь Ильи Пророка», «1000 лет Ярославлю — Спасо-Преображенский монастырь».
15 февраля 1996 года Банк России выпустил в обращение памятную монету из серебра номиналом 3 рубля «Церковь Ильи Пророка в Ярославле».
8 июля 1997 года Банк России выпустил в обращение памятную монету из серебра номиналом 3 рубля «Свято-Введенский монастырь, г. Ярославль».

1 апреля 2010 года Банк России выпустил в обращение памятные монеты из серебра номиналом 3 рубля «Речной вокзал г. Ярославль», 25 рублей «Храмовый ансамбль в Коровниках», 200 рублей «Архитектурная панорама г. Ярославля»; из золота номиналом 50 рублей «Церковь Иоанна Предтечи», номиналом 10000 рублей «Спасо-Преображенский собор».

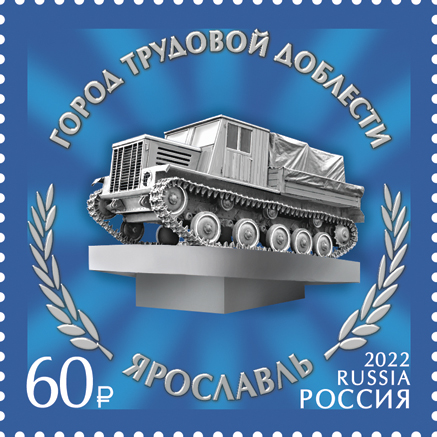
Почтовая марка. Города трудовой доблести. Памятник артиллерийскому тягачу Я-12 в Ярославле
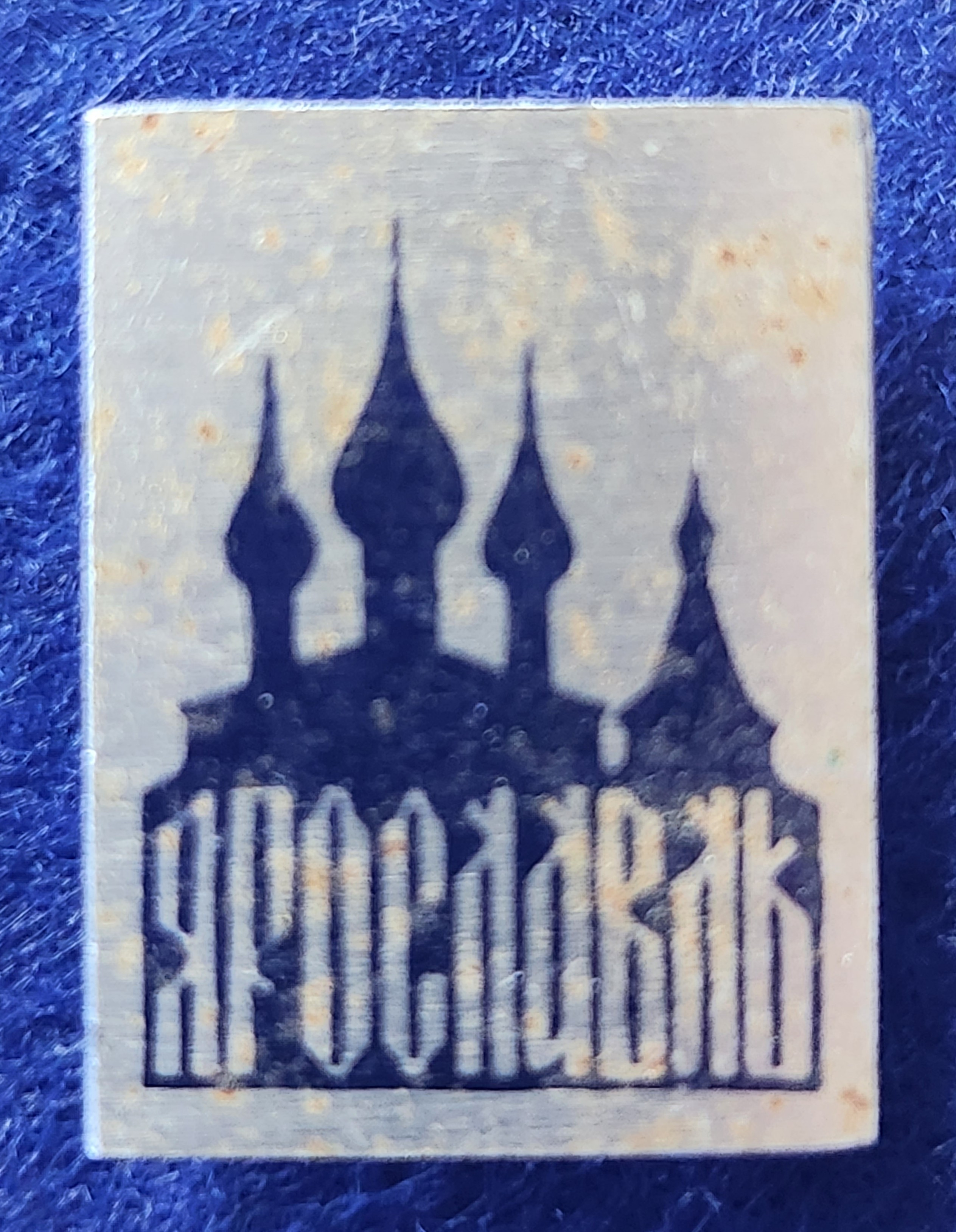

## Известные люди
Ярославль — родина целого ряда известных людей, среди которых — индолог Герасим Лебедев, поэтессы Мария Петровых и Каролина Павлова, математик Александр Ляпунов, химик Николай Зефиров, оперный певец Леонид Собинов, конструктор вооружений Борис Шавырин, создатель Театра на Таганке Юрий Любимов, музыкальный критик Артемий Троицкий, олимпийские чемпионы Максим Тарасов, Сергей Мозякин, Владислав Гавриков, начальник Центрального НИИ специальной техники КГБ СССР генерал-майор Игорь Романычев, командующий Морскими силами РККА флагман флота 1-го ранга Михаил Викторов. В разное время в Ярославле жили и работали: «архитектор перестройки» Александр Яковлев; актёры: Фёдор Волков, Иван Дмитревский, Любовь Орлова; литераторы: Константин Бальмонт, Максим Богданович; историк Михаил Владимирский-Буданов; математик Андрей Колмогоров; основоположник научной педагогики Константин Ушинский; популяризатор охоты Леонид Сабанеев; композитор Сергей Ляпунов; художники: Фёдор Зубов и Дмитрий Плеханов; архитектор-реставратор Пётр Барановский; фотограф Иван Барщевский; первая в мире женщина-космонавт Валентина Терешкова; военные: Андрей Курбский и Павел Батов; церковные деятели Тихон (Белавин) и протоиерей Борис Старк.